# Lista de filmes com temática LGBT de 2018
Esta é uma lista de filmes que contém personagens e/ou temática lésbica, gay, bissexual, ou transgênera lançados em 2018.
| Título                                                                       | Direção                                         | País                                                 | Gêneros                              | Elenco | Anotações |
| ---------------------------------------------------------------------------- | ----------------------------------------------- | ---------------------------------------------------- | ------------------------------------ | --- | --- |
| #Female Pleasure                                                             | Barbara Miller                                  | Suíça, Alemanha                                      | Documentário                         | Deborah Feldmann, Rokudenashiko, Leyla Hussein, Doris Wagner, Vithika Yadav                                             | Segue cinco mulheres extraordinárias ao redor do mundo que lutam pela libertação sexual feminina |
| #Foreveralone                                                                | Mac Arellano                                    | México                                               | Comédia                              | Mac Arellano, Guillermo Alejandro, Mauricio Soltero, Flor Valencia, Carlota Pimienta, Oliver del Zar                    | Um homem gay fica com ciúme de seu amigo prestes a se casar por ele mesmo não ter um namorado |
| (M)OTHER                                                                     | Antonia Hungerland                              | Alemanha                                             | Documentário                         | | A diretora procura o verdadeiro significado da maternidade |
| 2 In the Bush: A Love Story                                                  | Laura Madalinski                                | EUA                                                  | Comédia, Romance                     | Sarah Mitchell, Travis Delgado, Caitlin Aase, Melissa DuPrey                                                            | Uma mulher começa a trabalhar como assistente de dominatrix e acaba se apaixonando por sua chefe e o namorado dela                                                                                    |
| 5 Weddings                                                                   | Namrata Singh Gujral                            | EUA, Índia, Canadá                                   | Comédia, Romance, Drama              | Nargis Fakhri, Rajkummar Rao, Bo Derek, Candy Clark, Anneliese van der Pol                                              | Sobre casamentos indianos e o papel das hijras nas cerimônias e festas |
| 45 Dias Sem Você                                                             | Rafael Gomes                                    | Brasil                                               | Comédia, Drama                       | Rafael de Bona, Julia Correa, Fábio Lucindo, Mayara Constantino, Ícaro Silva, Cath Johnson                              | Depois de terminar com seu namorado de 8 anos e ter seu coração quebrado por um outro cara, decide ir encontrar seus amigos em 3 países diferentes                                                    |
| 50 Years of Fabulous                                                         | Jethro Patalinghug                              | EUA                                                  | Documentário                         | | Sobre a caridade LGBT mais antiga do mundo, fundada em São Francisco nos anos 60 |
| 1985                                                                         | Yen Tan                                         | EUA                                                  | Drama                                | Cory Michael Smith, Virginia Madsen, Michael Chiklis, Aidan Langford, Jamie Chung                                       | Expansão do curta homônimo de 2016 |
| Aan niets overleden                                                          | Raymi Sambo                                     | Países Baixos                                        | Drama                                | Jaike Belfor, Erwin Boschmans, Manoushka Zeegelaar Breeveld, Stacey Esajas, Perry Gits, Jonata Taal                     | Uma mulher caribenha vive com sua filha e mantém seu filho preso em casa para que ninguém saiba que ele é soropositivo                                                                                |
| About a Donkey                                                               | Christina Raia                                  | EUA                                                  | Comédia, Drama                       | Christina Wright, Katherine Wessling, Peter Jensen, Alexandra Clayton, Ben Kaufman                                      | Uma mulher tem depressão, seus filhos são uma bagunça, e seu marido acabou de comprar um burro |
| Abrindo o Armário                                                            | Luís Abramo, Darío Menezes                      | Brasil                                               | Documentário                         | Linn da Quebrada, Jup do Bairro, João Silvério Trevisan, Fabiano Canosa, Gabriel Kami, Ciro Barcelos                    | Usa relatos de diferentes gerações para mostrar a luta da comunidade LGBT para construir uma identidade política, social e coletiva                                                                   |
| Acapulco Sunset                                                              | Lino Georg von Saenger                          | México, Panamá                                       | Suspense, Crime                      | Antonio de la Vega, Vanessa Bauche                                                                                      | Um criminologista investiga uma série de assassinatos onde as vítimas são desconhecidas e usam a mesma marca de roupa de banho                                                                        |
| Acute Misfortune                                                             | Thomas M. Wright                                | Austrália                                            | Biográfico, Drama                    | Daniel Henshall, Toby Wallace, Gillian Jones, Genevieve Lemon, Max Cullen                                               | Baseado na vida do pintor australiano Adam Cullen, pelos olhos do biógrafo Erik Jensen |
| The Advocate Celebrates 50 Years: A Long Road to Freedom                     | William Clift                                   | EUA                                                  | Documentário                         | Laverne Cox, Gloria Allred, Dustin Lance Black, Belinda Carlisle, Candis Cayne, Cher, Margaret Cho                      | Explora o papel da revista The Advocate no movimento LGBT dos Estados Unidos |
| Une affaire de familles                                                      | Fx Goby                                         | França                                               | Documentário                         | | Cinco anos depois da legalização do casamento gay na França, o diretor entrevista quatro casais que decidiram abraçar a instituição que os havia rejeitado                                            |
| After 82                                                                     | Steve Keeble, Ben Lord                          | Reino Unido                                          | Documentário                         | Dominic West, Jonathan Blake, Danny West, Norman Fowler, Jonathan Grimshaw, Dr Caroline Bradbeer                        | Histórias pessoais da crise da AIDS no Reino Unido |
| AIDS Diva: the Legend of Connie Norman                                       | Dante Alencastre                                | EUA                                                  | Documentário                         | Connie Norman | Sobre a ativista trans Connie Norman, defensora da comunidade LGBT em São Francisco nos anos 90 |
| Alex Strangelove                                                             | Craig Johnson                                   | EUA                                                  | Comédia                              | Daniel Doheny, Antonio Marziale, Madeline Weinstein, Joanna Adler, William Ragsdale, Daniel Zolghadri                   | |
| Alfredo D’Aloisio in arte (e in politica) Cohen                              | Andrea Meroni, Enrico Salvatori                 | Itália                                               | Documentário                         | | A história de Alfredo Cohen, cantor e ator italiano que foi um dos primeiros ativistas da Fuori! (Frente Revolucionária Homossexual Unitária Italiana)                                                |
| Alfredo Não Gosta de Despedidas                                              | André Medeiros Martins                          | Brasil                                               | Documentário                         | André Medeiros Martins, Daniel Viana, Mari Nogueira, Carolina Cruz, Hudson Carvalho, Beatriz Cruz                       | Fascinado por sexualidade e comportamento humano, o diretor procura no falecimento de sua mãe uma razão para sua obsessão                                                                             |
| Alien Crystal Palace                                                         | Arielle Dombasle                                | França                                               | Musical, Mistério, Ficção Científica | Arielle Dombasle, Nicolas Ker, Michel Fau, Asia Argento Théo Hakola Joséphine de la Baume                               | Um cientista quer usar alquimia para criar o ser andrógeno perfeito |
| Alone in the Game                                                            | Natalie Metzger, Michael Rohrbaugh              | EUA                                                  | Documentário                         | Kevin Arnovitz, Jason Collins, Eric Fanning, L.Z. Granderson, Gus Kenworthy, Chris M. Mosier                            | Sobre os desafios enfrentados por atletas abertamente LGBT hoje em dia |
| Amalia                                                                       | Omar Rodriguez-Lopez                            | EUA                                                  | Terror                               | Jacquelin Arroyo, Denise Dorado, Verina Banks, Victor Boneva, Michelle Guerrero, Carmen Rodríguez                       | Depois da morte misteriosa de seu marido, uma mulher fica obcecada com a amante dele |
| Amatörer                                                                     | Gabriela Pichler                                | Suécia                                               | Comédia                              | Zahraa Aldoujaili, Yara Aliadotter, Fredrik Dahl, Shada Ismaeel, Maria Nohra, Susanne Hedman                            | Uma cidadezinha tenta atrair uma rede de supermercados ao contratar um diretor pomposo para documentar seu valor                                                                                      |
| An American Hate Crime                                                       | Ian Liberatore                                  | EUA                                                  | Drama                                | Daniel Byrne, Dylan Hartman, Christopher Mellon, Steven Rimdzius, Scott Boyle, Brian Cain                               | Um jovem e seus amigos baixam um aplicativo de encontros gays para atrair e atacar vítimas inocentes                                                                                                  |
| Amnesia Love                                                                 | Albert Langitan                                 | Filipinas                                            | Comédia                              | Paolo Ballesteros, Yam Concepcion, Polo Ravales, Vandolph Maricel Morales, Lander Vera-Perez                            | Um homem gay com amnésia é encontrado em uma ilha remota, sem saber sua sexualidade |
| L'amour debout                                                               | Michaël Dacheux                                 | França                                               | Drama                                | Paul Delbreil, Adèle Csech, Samuel Fasse, Jean-Christophe Marti, Françoise Lebrun                                       | [ 25 ] |
| L'amour flou                                                                 | Romane Bohringer, Philippe Rebbot               | França                                               | Comédia                              | Romane Bohringer, Philippe Rebbot, Rose Rebbot-Bohringer, Raoul Rebbot-Bohringer, Reda Kateb, Pierre Berriau            | trad. Amor Fora de Foco Após 10 anos juntos, um casal com filhos decide se separar, mas não por completo                                                                                              |
| Ana e Vitória                                                                | Matheus Souza                                   | Brasil                                               | Biográfico, Musical, Comédia         | Ana Caetano, Vitória Falcão, Bruce Gomlevsky, Thati Lopes, Caique Nogueira                                              | |
| Analysis Paralysis                                                           | Jason T. Gaffney                                | EUA                                                  | Comédia, Romance                     | Jason T. Gaffney, Kevin Held, Chopper Bernet, Laura Wernette                                                            | Um jovem escritor gay descobre que ele tem um transtorno de ansiedade bem específico |
| Andið eðlilega                                                               | Ísold Uggadóttir                                | Islândia                                             | Drama                                | Kristín Þóra Haraldsdóttir, Babetida Sadjo, Patrik Nökkvi Pétursson, Þorsteinn Bachmann, Gunnar Jónsson                 | |
| André Téchiné, cinéaste insoumis                                             | Thierry Klifa                                   | França                                               | Documentário                         | André Téchiné, Thierry Klifa, Juliette Binoche, Olivier Assayas, Sandrine Kiberlain, Daniel Auteuil                     | Sobre a carreira do cineasta francês André Téchiné |
| Aniara                                                                       | Pella Kågerman, Hugo Lilja                      | Suécia, Dinamarca                                    | Ficção Científica, Drama             | Emelie Jonsson, Arvin Kananian, Bianca Cruzeiro, Anneli Martini, Jennie Silfverhjelm, Peter Carlberg                    | Segue um grupo de humanos sendo transportados para seu novo lar em Marte depois da destruição da Terra                                                                                                |
| L'Animale                                                                    | Katharina Mückstein                             | Áustria                                              | Drama                                | Sophie Stockinger, Kathrin Resetarits, Dominik Warta, Julia Franz Richter, Jack Hofer, Dominic Marcus Singer            | Em meio ao divórcio de seus pais e o lento fim de sua adorada gangue de motocross, uma garota se sente atraída por uma nova colega                                                                    |
| O Anjo                                                                       | Luis Ortega                                     | Argentina, Espanha                                   | Crime                                | Lorenzo Ferro, Chino Darín, Mercedes Morán, Daniel Fanego, Peter Lanzani, Cecilia Roth                                  | Inspirado na história verídica do assassino em série argentino Carlos Robledo Puch |
| En armé av älskande                                                          | Ingrid Ryberg                                   | Suécia                                               | Documentário                         | Katharina Nuttall, Håkan Hede                                                                                           | Sobre a luta pelos direitos LGBT na Suécia nos anos 70 |
| Army of Lovers BeEretz HaKodesh                                              | Asaf Galay                                      | Israel                                               | Documentário                         | Army of Lovers, Alexander Bard, Jean-Pierre Barda, Dominika Peczynski                                                   | Sobre a banda sueca Army of Lovers e sua popularidade surpreendente em Israel |
| Asexualove                                                                   | Eva Lammelová                                   | República Checa                                      | Documentário                         | | Segue a rotina de um homem e uma mulher, os dois assexuais |
| The Aspern Papers                                                            | Julien Landais                                  | Reino Unido                                          | Histórico, Drama                     | Jonathan Rhys Meyers, Vanessa Redgrave, Joely Richardson, Lois Robbins, Morgane Polanski                                | trad. Os Papéis de Aspern Baseado na novela homônima de Henry James |
| Assassination Nation                                                         | Sam Levinson                                    | EUA                                                  | Comédia, Suspense                    | Odessa Young, Suki Waterhouse, Hari Nef, Bella Thorne, Bill Skarsgård, Joel McHale                                      | |
| At the End of the Day                                                        | Kevin O’Brien                                   | EUA                                                  | Comédia, Drama                       | Stephen Shane Martin, Danielle Sagona, Tom Nowicki, Chris Cavalier, Harvey C. Wilkes                                    | Um professor universitário subtstituto conservador se infiltra em um abrigo LGBT à mando do reitor |
| Até que o Porno Nos Separe                                                   | Jorge Pelicano                                  | Portugal                                             | Documentário                         | Eulália Almeida, Fostter Riviera, Filomena Gigante                                                                      | Uma idosa conservadora descobre que seu filho se tornou primeiro ator pornô gay português premiado internacionalmente                                                                                 |
| Au printemps tu verras                                                       | Nicolas Gerifaud                                | França                                               | Documentário                         | | Um jovem decide sair do armário para seus entes queridos na casa de veraneio da família |
| A-wol Ba-di (아워 바디)                                                      | Han Ka-ram                                      | Coreia do Sul                                        | Drama                                | Choi Hee-seo, Ahn Ji-hye, Kim Jung-young, Lee Jae-in, Choi Jun-young, Noh Susanna                                       | Uma mulher que perdeu sua ambição fica encantada com uma mulher que corre perto de sua casa |
| Azougue Nazaré                                                               | Tiago Melo                                      | Brasil                                               | Drama                                | Valmir do Côco, Joana Gatis, Mestre Barachinha, Mohana Uchôa, Edilson Silva                                             | Um casal participa do maracatu as escondidas, sendo perseguidos por um pastor |
| Baat go leuiyan, yat toi hei (8個女人1台戲)                                  | Stanley Kwan                                    | Hong Kong, China                                     | Drama, Comédia                       | Sammi Cheng, Gigi Leung, Bai Baihe, Angie Chiu, Qi Xi, Kiki Sheung                                                      | Também conhecido como First Night Nerves |
| Backstage                                                                    | Andrea Sedláčková                               | Eslováquia, República Checa                          | Drama, Romance                       | Mária Havranová, Ondrej Hraška, Tony Porucha, Natália Baloghová, Martina Piatková, Marek Homola                         | Segue um grupo de jovens dançarinos de uma cidade pequena que tem suas vidas mudadas por um condutor de trem                                                                                          |
| A Bad Penny                                                                  | Natalys Willcox                                 | Reino Unido                                          | Comédia                              | Katherine Press, Pippa Haywood, Zahra Ahmadi, Sophie Delora Jones, Craig Russell                                        | Uma jovem sem direção com uma vida desastrosa se recusa a desistir do amor |
| Bad Reputation                                                               | Kevin Kerslake                                  | EUA                                                  | Documentário                         | Joan Jett, Kenny Laguna, Billie Joe Armstrong, Debbie Harry, Miley Cyrus, Kathleen Hanna                                | A vida e carreira da roqueira Joan Jett |
| La balade d'Ivan                                                             | Claude Chamis                                   | França                                               | Drama                                | Aram Arakelyan, Benjamin Baclet, Franck Zerbib, Pablo Alarson                                                           | Segue um andarilho russo vivendo em Paris |
| Una Banda de Chicas                                                          | Marilina Giménez                                | Argentina                                            | Documentário                         | | Sobre a banda feminina argentina Yilet e sua luta para sobreviver em uma indústria musical dominada por homens                                                                                        |
| Bao Bao (親愛的卵男日記)                                                     | Guang Cheng Shie                                | Taiwan                                               | Drama, Romance                       | Emmie Reis, Huan-Ru Ke, Tzu-I Yang, Yukihiko Kageyama, Li-yun Tsai, Su Ming-ming                                        | Um casal de lésbicas tem seu relacionamento testado quando uma descobre que a outra concordou em vender seu filho não-nascido a um casal gay                                                          |
| Bear Strong                                                                  | Chris Mcnaghten, Jonathan Swan                  | Reino Unido                                          | Documentário                         | Chris McNaghten, Kaz Hawkins, Dave Warner                                                                               | Sobre Chris McNaghten, atleta de força irlandês abertamente gay |
| Bearkittens                                                                  | Lars Kokemüller                                 | Alemanha                                             | Comédia, Crime                       | Virginia Roncalli, Stefanie Borbe, Hannah Bortz, Kionia Winter, Lisa Eschenbrenner, Hanna Goossens                      | Sete jovens delinquentes acidentalmente matam uma pessoas enquanto cumprem suas horas de serviço comunitário                                                                                          |
| Behind the Mask                                                              | Ismail Necmi                                    | Alemanha, Turquia, Áustria                           | Comédia, Drama                       | Harald Krutiak, Martina Frauenschläger, Herold                                                                          | Mocumentário que segue um psicoterapeuta determinado a se matar lentamente com seu estilo de vida hedonístico                                                                                         |
| O Beijo no Asfalto                                                           | Murilo Benício                                  | Brasil                                               | Drama                                | Lázaro Ramos, Débora Falabella, Stenio Garcia, Fernanda Montenegro, Luiza Tiso, Otávio Müller                           | Terceira versão cinematográfica baseada na peça de teatro homônima escrita por Nelson Rodrigues |
| Believer                                                                     | Don Argott                                      | EUA                                                  | Documentário                         | Dan Reynolds, Aja Volkman, Ben McKee, Daniel Platzman, Wayne Sermon, Tyler Glenn                                        | Examina a intercessão entre pessoas LGBT e a Igreja de Jesus Cristo dos Santos dos Últimos Dias através dos olhos de Dan Reynolds, vocalista da banda Imagine Dragons                                 |
| Belmonte                                                                     | Federico Veiroj                                 | Uruguai, Espanha, México                             | Drama                                | Gonzalo Delgado, Olivia Molinaro Eijo, Giselle Motta, Tomás Wahrmann, Jeannette Sauksteliskis                           | [ 51 ] |
| Benjamin                                                                     | Simon Amstell                                   | Reino Unido                                          | Comédia, Drama                       | Colin Morgan, Anna Chancellor, Phénix Brossard, Jack Rowan, Jessica Raine                                               | Um cineasta em ascensão conhece um músico francês encantador |
| Beol-sae (벌새)                                                              | Kim Bo-ra                                       | Coreia do Sul                                        | Drama                                | Park Ji-hu, Kim Sae-byuk, Lee Seung-yeon, Jung In-gi, Son Sang-yeon, Bak Su-yeon                                        | Também conhecido como House of Hummingbird Uma menina solitária envergonhada com sua alta condição financeira procura um relacionamento com meninas e meninos                                         |
| Bester Mann                                                                  | Florian Forsch                                  | Áustria, Alemanha                                    | Drama                                | Thomas Bartholomäus, Jarl Lando Beger, Adrian Grünewald, Frederik Schmid, Yuri Völsch                                   | Um adolescente tímido passa a idolatrar um homem mais velho que o salvou de valentões, mas este tem outras intenções                                                                                  |
| Bêtes blondes                                                                | Maxime Matray, Alexia Walther                   | França, Suíça                                        | Drama, Comédia                       | Thomas Scimeca, Basile Meilleurat, Agathe Bonitzer, Pierre Moure, Margaux Fabre, Paul Barge                             | Um ex-ator alcoólatra de uma sitcom famosa que se sente abandonado desde o desaparecimento de sua colega conhece um jovem misterioso                                                                  |
| Beyond the Bridge                                                            | Lindsey Cummings, R.L. Malpica, Matthew Thomas  | EUA                                                  | Drama                                | Nathan Guerra, Michael Nguyen, Elijah Britton, Kameron Badgers, Feven Tesfaye, Vincent Samano                           | [ 56 ] |
| Beyond the Opposite Sex                                                      | Emily Abt                                       | EUA                                                  | Documentário                         | | Um homem trans e uma mulher trans lidam com os desafios de manter um relacionamento |
| Billie and Emma                                                              | Samantha Lee                                    | Filipinas                                            | Drama, Romance                       | Gabby Padilla, Zar Donato, Cielo Aquino, Beauty Gonzalez, Ryle Paolo Santiago, Shiara Joy Dizon                         | Em meados dos anos 90, duas garotas viram parceiras em um projeto de escola e acabam se aproximando                                                                                                   |
| Billionaire Boys Club                                                        | James Cox                                       | EUA                                                  | Drama, Suspense                      | Ansel Elgort, Kevin Spacey, Taron Egerton, Emma Roberts, Jeremy Irvine, Thomas Cocquerel                                | Nos anos 80, um grupo de garotos ricos formulam um esquema que logo se torna mortal |
| Birds of the Borderlands                                                     | Jordan Bryon                                    | Austrália                                            | Documentário                         | | Mostra a comunidade LGBT através das experiências de quatro árabes queer |
| Bitter Melon                                                                 | H.P. Mendoza                                    | EUA                                                  | Comédia, Crime, Drama                | Esperanza Catubig, Jonathan Enerva, Sohr Picart, Amelie Anima, Josephine de Jesus, Theresa Navarro                      | Uma família filipina-americana planeja matar um membro abusivo do clã |
| Bixa Travesty                                                                | Claudia Priscilla, Kika Goifman                 | Brasil                                               | Documentário                         | Linn da Quebrada | Sobre a ativista e cantora trans Linn da Quebrada |
| Black Divaz                                                                  | Adrian Russell Wills                            | Austrália                                            | Documentário                         | Adriana Andrews, Roy David Page, Dallas Webster, Shaun Kernaiea, Cyril Johnson                                          | Segue o primeiro concurso de beleza drag Miss First Nation, onde seis drag queens indígenas disputam o título                                                                                         |
| Blockers                                                                     | Kay Cannon                                      | EUA                                                  | Comédia                              | Leslie Mann, John Cena, Ike Barinholtz, Kathryn Newton, Geraldine Viswanathan, Gideon Adlon                             | trad. Não Vai Dar Tês jovens fazem um pacto para perderem suas virginidades na noite de formatura, mas seus pais tentam impedi-las                                                                    |
| Bloody Shadows                                                               | Malga Kubiak                                    | Suécia                                               | Drama                                | Thomas Goersch, Dominika Biernat, Malga Kubiak, Marta Dobosz                                                            | Ela é uma estudante em São Petersburgo no século XIX, ele é homossexual e o último imperador alemão e rei da Prússia                                                                                  |
| Blowin' Up                                                                   | Stephanie Wang-Breal                            | EUA                                                  | Documentário                         | Susan Liu, Toko Serita                                                                                                  | Um tribunal experimental foca na defesa de mulheres levadas à prostituição e pessoas envolvidas em acusações de tráfico humano                                                                        |
| Bohemian Rhapsody                                                            | Dexter Fletcher                                 | EUA, Reino Unido                                     | Biográfico, Drama                    | Rami Malek, Lucy Boynton, Ben Hardy, Joseph Mazzello, Aidan Gillen, Tom Hollander                                       | Sobre o cantor Freddie Mercury |
| Boy Erased                                                                   | Joel Edgerton                                   | EUA                                                  | Drama                                | Lucas Hedges, Russell Crowe, Nicole Kidman, Joel Edgerton, Joe Alwyn, Xavier Dolan                                      | |
| A Bread Factory, Part One                                                    | Patrick Wang                                    | EUA                                                  | Comédia                              | Tyne Daly, Elisabeth Henry-Macari, James Marsters, Shershah Mizan, Nana Visitor, Keaton Nigel Cooke                     | trad. Uma Fábrica de Pão: Parte Um Duas mulheres cuidam do centro comunitário de artes de sua vizinhança à 40 anos, mas tudo muda quando um casal de celebridades chinesas aparece                    |
| A Bread Factory, Part Two                                                    | Patrick Wang                                    | EUA                                                  | Comédia                              | Tyne Daly, Elisabeth Henry-Macari, James Marsters, Shershah Mizan, Nana Visitor, Keaton Nigel Cooke                     | trad. Uma Fábrica de Pão: Parte Dois Continuação do filme do mesmo ano, onde A Fábrica de Pão ensaia uma peça grega                                                                                   |
| The Breeding                                                                 | Daniel Armando                                  | EUA                                                  | Suspense, Drama                      | Marcus Bellamy, Patrick Kuzara, Joe Macdougal, David J. Cork, Dedrick Anthony, Linda Manning                            | A obsessão de um jovem artista por um fetiche tabu traz consequências inesperadas |
| Bulbul Can Sing                                                              | Rima Das                                        | Índia                                                | Drama                                | Arnali Das, Bonita Thakuriya, Manoranjoan Das                                                                           | trad. Bulbul Pode Cantar Três adolescentes de Assam exploram e aprendem a aceitar suas sexualidades                                                                                                   |
| The Burying Party                                                            | Richard Weston                                  | Reino Unido                                          | Guerra, Histórico, Drama             | Matthew Staite, Sid Phoenix, Joyce Branagh, Benjamin Longthorne, Harry Owens, Will Burren                               | As experiências do poeta inglês Wilfred Owen na Primeira Guerra Mundial |
| Butterfly                                                                    | Alessandro Cassigoli, Casey Kauffman            | Itália                                               | Documentário                         | Irma Testa, Lucio Zurlo, Ugo Testa, Emanuele Renzini                                                                    | Sobre a trajetória da boxeadora italiana Irma Testa |
| Call Her Ganda                                                               | PJ Raval                                        | EUA                                                  | Documentário                         | Naomi Fontanos, Jennifer Laude, Julita Laude, Virginia Lacsa Suarez, Meredith Talusan                                   | trad. Ela é Ganda Sobre a morte de Jennifer Laude, uma mulher trans filipina brutalmente assassinada por um oficial da marinha dos EUA                                                                |
| Call Me Sis (미애언니라고 불러줘)                                            | Lee Sang-Woo                                    | Coreia do Sul                                        | Drama                                | Cho Joo-kyoung, Lee Jua                                                                                                 | Uma mulher em crise da meia-idade frustrada com seus filhos e o marido, observa a amor de sua filha afastada por outra mulher                                                                         |
| Callos                                                                       | Nacho Rodríguez                                 | Costa Rica                                           | Documentário                         | Alonso Jiménez, Mau Cantillo, David Zuiga                                                                               | Segue três garotos queer na luta por direitos LGBT na Costa Rica |
| Il calciatore invisibile                                                     | Matteo Tortora                                  | Itália                                               | Documentário                         | | Sobre a homofobia presente na cultura do futebol italiano |
| Can You Ever Forgive Me?                                                     | Marielle Heller                                 | EUA                                                  | Drama                                | Melissa McCarthy, Richard E. Grant                                                                                      | Baseado nas memórias homônimas de Lee Israel |
| Cárceles Bolleras                                                            | Cecilia Montagut                                | Espanha, Argentina                                   | Documentário                         | Marta Dillon | Segue três histórias relacionadas ao cárceres feminino que mostram como o desejo lésbico pode ser uma forma de resistência ao sistema prisional                                                       |
| Carmen y Lola                                                                | Arantxa Echevarria                              | Espanha                                              | Drama                                | Moreno Borja, Carolina Yuste, Rosy Rodríguez, Zaira Morales, Rafaela León                                               | Duas adolescentes lésbicas que lutam para viver seu amor em uma fechada comunidade cigana |
| Cassandro the Exotico!                                                       | Marie Losier                                    | França                                               | Documentário                         | Saúl Armendáriz | trad. Cassandro, o Exótico! Sobre Cassandro, a estrela do grupo de lutadores cross-dressers Os Exóticos                                                                                               |
| Câteva conversații despre o fată foarte înaltă                               | Bogdan Theodor Olteanu                          | Romênia                                              | Drama, Romance                       | Silvana Mihai, Florentina Năstase, Denisse Moise, Ana Ivan, Karin Budrugeac                                             | Duas garotas conversam sobre uma terceira, ex amante das duas |
| C'est ça l'amour                                                             | Claire Burger                                   | França, Bélgica                                      | Drama, Romance                       | Bouli Lanners, Justine Lacroix, Sarah Henochsberg, Cécile Rémy-Boutang, Antonia Buresi                                  | trad. Isso é o amor Abandonado pela esposa, um homem assume a criação de suas filhas adolescentes em crise                                                                                            |
| Chaos                                                                        | Sara Fattahi                                    | Áustria, Líbano, Síria, Qatar                        | Documentário                         | | As histórias de três mulheres de cidades diferentes ao redor do mundo que desistiram da vida |
| Chega de Fiu Fiu                                                             | Amanda Kamanchek, Fernanda Frazão               | Brasil                                               | Documentário                         | Djamila Ribeiro, Nilcea Freire, Margareth Rago, Rosa Luz, Raquel Carvalho, Teresa Chaves                                | Inspirado pela pesquisa homônima, mostra como o assédio permeia a vida de mulheres na cidade |
| Change in the Family                                                         | Sam Hampton                                     | EUA                                                  | Documentário                         | Zo Thorpe | Segue a transição de gênero de um jovem como apoio de sua família inter-racial |
| Chelovek, kotoryy udivil vsekh (Человек, который удивил всех)                | Alexey Chupov, Natalya Merkulova                | Rússia, França, Estônia                              | Drama                                | Yevgeni Tsyganov, Natalya Kudryashova, Yuriy Kuznetsov, Pavel Maykov, Maksim Vitorgan                                   | Também conhecido como The Man Who Surprised Everyone Um guarda florestal descobre que tem câncer e decide passar seus últimos 2 meses de vida como uma mulher                                         |
| Christabel                                                                   | Alex Levy Heller                                | Brasil                                               | Fantasia, Drama                      | Mila Fernandez, Lorena Castanheira, Camila Molica, Júlio Adrião, Alexandre Rodrigues                                    | Inspirado no poema homônimo de S. T. Coleridge, onde uma jovem e seu pai recebem a visita de uma mulher misteriosa                                                                                    |
| The Chunta                                                                   | Genevieve Roudané                               | México                                               | Documentário                         | | Uma vez por ano em uma pequena cidade mexicana, homens se transformam em mulheres dançarinas |
| Church & State                                                               | Holly Tuckett, Kendall Wilcox                   | EUA                                                  | Documentário                         | Jennifer Lynn Dobner, Mark Lawrence, Jim Magleby, Taylor Petrey, Peggy Tomsic                                           | Um ativista gay novato e um pequeno escritório de advocacia se juntam para derrubar a lei banindo o casamento gay em Utah                                                                             |
| La Chute de Sparte                                                           | Tristan Dubois                                  | Canadá                                               | Drama                                | Lévi Doré, Jonathan St-Armand, Lili-Ann De Francesco, Karl Walcott, Simon Duchesne, Marianne Farley                     | [ 88 ] |
| A Cidade dos Piratas                                                         | Otto Guerra                                     | Brasil                                               | Animação                             | Laerte Coutinho, Marco Ricca, Matheus Nachtergaele, Marcos Contreras, Márcia Caspary, Otto Guerra                       | Inspirados pelos quadrinhos de Laerte, mistura a história de transição de gênero da cartunista com a luta do diretor contra o câncer                                                                  |
| Clases de historia                                                           | Marcelino Islas Hernández                       | México                                               | Drama                                | Verónica Langer, Renata Vaca, Anajosé Aldrete Echevarria                                                                | Um professora de 60 anos com câncer e um relacionamento afastado com seu marido e filhos está questionando sua vida quando conhece uma nova aluna                                                     |
| Claudia tocada por la luna                                                   | Francisco Aguilar                               | Chile                                                | Drama, Documentário                  | Claudia Ancapan | Docudrama sobre a história e a luta de uma parteira trans |
| Climax                                                                       | Gaspar Noé                                      | França                                               | Terror, Drama                        | Sofia Boutella, Kiddy Smile, Romain Guillermic, Souheila Yacoub, Claude Gajan, Maude Giselle Palmer                     | O ensaio de um grupo de jovens dançarinos logo vira um pesadelo alucinatório quando alguém coloca LSD nas bebidas                                                                                     |
| O Clube dos Canibais                                                         | Guto Parente                                    | Brasil                                               | Terror, Comédia                      | Ana Luiza Rios, Tavinho Teixeira, José Maria Alves, Pedro Domingues, Galba Nogueira, LC Galetto                         | Um casal da elite brasileira que tem o hábito de comer seus funcionários descobrem o segredo de um poderoso congressista                                                                              |
| Code Name: Dynastud                                                          | Richard Griffin                                 | EUA                                                  | Ficção Científica, Comédia, Ação     | Michael Varrati, William Galatis, Aaron Andrade, Anthony Gaudette, Adam LaFramboise                                     | Em 2024, a homossexualidade é proibida por um governo de extrema-direita, e só um homem extraordinário pode parar esta onda de terror                                                                 |
| Cola de mono                                                                 | Alberto Fuguet                                  | Chile                                                | Suspense, Drama                      | Santiago Rodríguez-Costabal, Cristóbal Rodriguez-Costabal, Carmina Riego, Diego Nawrath, Benjamin Bou, Daniel Morera    | Um adolescente precoce amante de cinema passa o natal de 1986 com toda a sua família |
| Colette                                                                      | Wash Westmoreland                               | Reino Unido, EUA, Hungria                            | Biográfico, Drama                    | Keira Knightley, Dominic West, Eleanor Tomlinson, Aiysha Hart, Fiona Shaw, Robert Pugh                                  | Baseado na vida da jornalista e escritora Gabrielle Colette |
| The Coming Back Out Ball Movie                                               | Sue Thomson                                     | Austrália                                            | Documentário                         | | As histórias pessoas mais velhas da comunidade LGBT de Melbourne sendo homenageadas em um evento de gala                                                                                              |
| Coming Out                                                                   | Denis Parrot                                    | França                                               | Documentário                         | | Também conhecido como Out Usa montagens com vídeos de jovens LGBT para mostrar o impacto pessoal de 'sair do armário'                                                                                 |
| ¿Cómo te llamas?                                                             | Ruth Caudeli                                    | Colômbia                                             | Drama, Romance                       | Silvia Varón, Alejandra Lara, Roberto Cano, Kristina Lilley, Luna Baxter, Ana María Cuellar                             | Duas mulheres estão no final de seu relacionamento, sendo sepradas pela mesma coisa que as juntou |
| Les confins du monde                                                         | Guillaume Nicloux                               | França                                               | Guerra, Drama                        | Gaspard Ulliel, Guillaume Gouix, Lang Khê Tran, Gérard Depardieu, Jonathan Couzinié, Kevin Janssens                     | trad. Os Confins do Mundo Durante a guerra da Indochina, um soldado francês procura vingar a morte de seu irmão                                                                                       |
| Conversations with Gay Elders: Kerby Lauderdale                              | David Weissman                                  | EUA                                                  | Documentário                         | Kerby Lauderdale | Um idoso reconta os grandes acontecimentos que moldaram sua vida e identidade como um homem gay |
| Una Corriente Salvaje                                                        | Nuria Ibañez                                    | México                                               | Documentário                         | | As vidas de dois pescadores que vivem juntos em uma praia isolada |
| Un couteau dans le cœur                                                      | Yann Gonzalez                                   | França                                               | Terror, Suspense                     | Vanessa Paradis, Nicolas Maury, Kate Moran, Jonathan Genet, Romane Bohringer                                            | trad. Faca No Coração Sobre a cultura pornô gay da Paris dos anos 1970 |
| Couteau suisse                                                               | François Zabaleta                               | França                                               | Documentário                         | François Zabaleta | O diário de um adolescente gay em uma cidade pequena nos anos 70 |
| Crô em Família                                                               | Cininha de Paula                                | Brasil                                               | Comédia                              | Marcelo Serrado, Arlete Salles, Tonico Pereira, Rosi Campos, Monique Alfradique                                         | |
| Dad Is Pretty (아빠는 예쁘다)                                                | Soo-Min Park, Kim Sung-gook                     | Coreia do Sul                                        | Drama                                | Kim Myeong-kuk, Son Min-Ji, Baek Seo-bin, Kim Ha Young, Kim Joon-seob                                                   | [ 104 ] |
| Daddy                                                                        | Jonah Greenstein                                | EUA                                                  | Drama                                | Alexander Horner, Thomas Jay Ryan, Ashley Robicheaux, Shannon Sullivan, Jefferson White                                 | Um jovem sem-teto vira prostituto para ter onde dormir e acaba se apaixonando por um cliente |
| Daddy Issues                                                                 | Amara Cash                                      | EUA                                                  | Drama                                | Madison Lawlor, Montana Manning, Andrew Pifko                                                                           | Uma jovem fica presa em um triângulo amoroso depois de se apaixonar por uma fashionista sexualmente fluida                                                                                            |
| Ang Dalawang Mrs. Reyes                                                      | Jun Lana                                        | Filipinas                                            | Comédia                              | Judy Ann Santos, Angelica Panganiban, Joross Gamboa, JC de Vera, Gladys Reyes                                           | trad. As Duas Sra. Reyes Duas mulheres descobrem que seus maridos são amantes e tentam sabotar esse relacionamento                                                                                    |
| Danced Out                                                                   | Mark Broomfield                                 | EUA                                                  | Documentário                         | Mark Broomfield, Ronald K. Brown, Anthony Bryant, Sean Aaron Carmon, Marcelo Gomes, Nathan Lee Graham                   | Explora as vidas de dançarinos gays no meio profissional, baseado nas experiências do próprio diretor                                                                                                 |
| DC Black Pride - Answering the Call                                          | Nicholas Dorsey, Stacy T. Holmes                | EUA                                                  | Documentário                         | Sheila Alexander-Reid, Devin Barrington-Ward, Marvin Bowser, Earline Budd, June Crenshaw                                | Sobre o DC Black Pride, o primeiro evento de orgulho negro LGBT dos EUA |
| Dead De La Crème                                                             | Jaiden Frost                                    | EUA                                                  | Terror, Romance, Drama               | Kelly Lynn Reiter, Arianna Tysinger, Brian D. Mitch, Jason Damico, Joey Clark                                           | Um trio poliamoroso fica preso em uma ilha infestada por zumbis |
| A Deal With The Universe                                                     | Jason Barker                                    | Reino Unido                                          | Documentário                         | Jason Barker | Segue as vidas do diretor, um homem trans, e seu parceiro por 18 anos, incluindo sua gravidez |
| The Death & Life of John F. Donovan                                          | Xavier Dolan                                    | Canadá                                               | Drama                                | Kit Harington, Natalie Portman, Susan Sarandon, Kathy Bates, Jacob Tremblay, Thandie Newton, Chris Zylka                | |
| Deep in Vogue                                                                | Amy Watson, Dennis Keighron-Foster              | Reino Unido                                          | Documentário                         | Asttina Mandela, Darren Pritchard, Darren Suarez Garce Oni Smith, Joshua Hubbard, Lenai Khirey                          | Sobre os bailes vogue de Manchester |
| Delaware Shore                                                               | Raghav Peri                                     | EUA                                                  | Drama                                | Gail Wagner, Emily McKinley Hill, James Robinson Jr., Jason Maga, Kevin Austra, Ed Aristone                             | Uma sobrevivente do Holocausto encontra refúgio em uma praia de Delaware, onde cria seus netos gêmeos que foram abandonados                                                                           |
| Devil’s Cove                                                                 | Erik Lundmark                                   | EUA                                                  | Suspense, Drama                      | Chloe Traicos, Cameron Barnes, Christelle Baguidy, Michael Keyes, Caesar James                                          | Um casal lésbico interracial cometem assassinato e precisam fugir |
| Devil’s Path                                                                 | Matthew Montgomery                              | EUA                                                  | Suspense                             | Stephen Twardokus, JD Scalzo, Jon Gale, Michael Hampton, Steve Callahan, Spencer Kelly                                  | No começo dos anos 90, dois homens procuram um encontro sexual na floresta, mas acabam presos em um jogo perigoso                                                                                     |
| Diamantino                                                                   | Gabriel Abrantes, Daniel Schmidt                | Portugal, Brasil, França                             | Fantasia, Comédia, Drama             | Carloto Cotta, Cleo Diára, Anabela Moreira, Margarida Moreira, Carla Maciel, Filipe Vargas                              | |
| Dirty Computer                                                               | Vários                                          | EUA                                                  | Musical, Ficção Científica, Romance  | Janelle Monáe, Tessa Thompson, Jayson Aaron, Michelle Hart, Dyson Posey, Jonah Lee                                      | Acompanha o álbum conceitual homônimo da cantora Janelle Monáe |
| Dirty Sexy Comics                                                            | Robert Chandler                                 | EUA                                                  | Documentário                         | Dave Davenport, Justin Hall, Patrick Fillion, Andy Mangels, Jon Macy, Howard Cruse                                      | Explora o impacto de quadrinhos eróticos gays do passado e do presente |
| Dirty Work                                                                   | Louisa Warren                                   | Reino Unido                                          | Romance, Drama, Erótico              | Keely Cat Wells, Claudine-Helene Aumord, Marc Ozall, Stefano Foster, Darrell Griggs                                     | Também conhecido como The Shopper's Secret |
| Las Disidentes                                                               | Jael Franco Franco, Sofía Soledad González Luis | México                                               | Documentário                         | | Segue cinco mulheres trans da Cidade do México |
| Distance                                                                     | Percival M. Intalan                             | Filipinas                                            | Drama                                | Iza Calzado, Nonie Buencamino, Therese Malvar, Alessandra Malonzo, Adrianna So, Max Eigenmann                           | Uma mulher que deixou sua família para viver com a mulher que ama retorna para se reconectar com suas filhas                                                                                          |
| District                                                                     | Anthony Bawn                                    | EUA                                                  | Drama                                | Brandon Anthony, Darryl Booker, Charlee Earle, Jeffrey Erskine, Michael Mario Good                                      | Um jovem descobre que alguns garotos da periferia são vistos só como objetos por homens mais ricos |
| Divine Being: Essere Divina                                                  | Luca Pellegrini                                 | Itália                                               | Documentário                         | Gianluca Di Lauro, Platinette                                                                                           | Sobre uma escola de drag queens em Milão |
| Don’t Be Nice                                                                | Max Powers                                      | EUA                                                  | Documentário                         | | Segue um grupo de poesia slam formado por jovens negros queer |
| Don't Worry, He Won't Get Far on Foot                                        | Gus Van Sant                                    | EUA                                                  | Biográfico, Drama, Comédia           | Joaquin Phoenix, Jonah Hill, Rooney Mara, Jack Black, Tony Greenhand, Beth Ditto                                        | |
| Doozy                                                                        | Richard Squires                                 | Reino Unido                                          | Documentário, Animação               | | Sobre o ator Paul Lynde, que fez a voz de vários personagens da dos desenhos da Hanna-Barbera |
| Dòst                                                                         | Joren Molter                                    | Países Baixos                                        | Drama                                | Jochem Smit, Jack Jansen, Henk Jan Doornbosch, Janine Wolters, Rene Jonkman, Benthe Horlings                            | Um adolescente tenta conquistar a garota que gosta durante o verão, mas descobre que seu melhor amigo gosta dele                                                                                      |
| The Double Life of George Michael                                            | Storm Theunissen, Susannah Ward, Bill Thomas    | Reino Unido                                          | Drama, Documentário                  | Al Gregg, Konstantinos Kavakiotis, Adam Mattera, Simon North, Joseph Passafaro, Harvey Quinn                            | Docudrama sobre a vida do cantor George Michael |
| Drag Therapy                                                                 | Karl Allen                                      | EUA                                                  | Documentário                         | | O diretor sai em uma jornada para superar seu passado abusivo e se encontrar através da arte do drag                                                                                                  |
| Draußen in meinem Kopf                                                       | Eibe Maleen Krebs                               | Alemanha                                             | Drama                                | Samuel Koch, Nils Hohenhövel, Eva Nürnberg, Lars Rudolph                                                                | Um enfermeiro começa a cuidar de um homem que sofre de distrofia muscular |
| Drive Me Home                                                                | Simone Catania                                  | Itália                                               | Drama                                | Vinicio Marchioni, Marco D'Amore, Jennifer Ulrich                                                                       | Ao descobrir que a casa onde cresceu vai à venda, um homem reencontra seu amigo de infância e retorna à sua cidade natal                                                                              |
| Duck Butter                                                                  | Miguel Arteta                                   | EUA                                                  | Comédia, Drama                       | Alia Shawkat, Laia Costa, Mae Whitman, Hong Chau, Lindsay Burdge, Kumail Nanjiani                                       | Duas mulheres se encontram em uma boate e se conhecem mais ao transar a cada hora em ponto por 24 horas                                                                                               |
| Dykes, Camera, Action!                                                       | Caroline Berler                                 | EUA                                                  | Documentário                         | Desiree Akhavan, Cheryl Dunye, Su Friedrich, Jenni Olson, B. Ruby Rich, Yoruba Richen                                   | Sobre a visibilidade lésbica no cinema |
| Die Ehe Der Herren Schultze                                                  | Moritz Leick                                    | Alemanha, Áustria                                    | Documentário                         | | Sobre o relacionamento entre dois homens e a história dos direitos gays na Alemanha e na Áustria |
| Ek Aasha                                                                     | Mayur Katariya                                  | Índia, Austrália                                     | Drama                                | Disha Yadav, Atmiya Patel, Annu Akade, Vijya Laxmi                                                                      | Uma garota hindu trans luta para se tornar uma professora |
| Elevate                                                                      | Angela Matemotja                                | EUA                                                  | Drama                                | Brianna Brown, Alexis Carra, Kit Williamson, Adenrele Ojo, Erika Garces, Kristina Mitchell                              | [ 133 ] |
| Elifelet (דוד שלי גיבור)                                                     | Shaked Goren                                    | Israel                                               | Documentário                         | Ami Meridor, Sarah Meridor                                                                                              | 50 anos após da morte de seu tio, o diretor descobre uma verdade chocante |
| En/Femme                                                                     | Alba Barbé I Serra                              | Espanha                                              | Documentário                         | Nazario | Sobre um clube social para cross-dressers e travestis |
| End Game                                                                     | Rob Epstein, Jeffrey Friedman                   | EUA                                                  | Documentário                         | | |
| Enigma                                                                       | Ignacio Juricic Merillán                        | Chile                                                | Drama                                | Roxana Campos, Rodrigo Pérez, Paula Zúñiga, Claudia Cabezas, Catalina Vásquez Cristi, Macarena Lagos                    | Uma mulher é convidada para participar de um programa de investigação criminal cujo episódio contará a história do assassinato de sua filha lésbica                                                   |
| Entre toi et moi                                                             | Dylan El Kara                                   | França                                               | Drama                                | Amaël Charuault, Rémi Custey, Aurélie Fournier, Emmanuel Ménard                                                         | Um jovem gay introvertido lentamente assume sua sexualidade e descobre o amor apesar de pressões familiais                                                                                            |
| Erik & Erika                                                                 | Reinhold Bilgeri                                | Áustria                                              | Biográfico, Drama                    | Markus Freistätter, Birgit Melcher, Gerhard Liebmann, Anna Posch, Lili Epply, Marianne Sägebrecht                       | A história da sensação intersexo do esqui dos anos 70, Erika/Erik Schinegger |
| Euforia                                                                      | Valeria Golino                                  | Itália                                               | Drama                                | Riccardo Scamarcio, Valerio Mastandrea                                                                                  | Um empresário gay tenta esconder o diagnóstico de câncer do irmão |
| Evening Shadows                                                              | Sridhar Rangayan                                | Índia                                                | Drama                                | Mona Ambegaonkar, Ananth Narayan Mahadevan, Devansh Doshi, Arpit Chaudhary, Yamini Singh, Abhay Kulkarni                | trad. Em Margens Opostas do Rio Em um vilarejo no sul da Índia, uma mãe tem que aprender a aceitar a homossexualidade do filho                                                                        |
| Every Act of Life                                                            | Jeffrey Kaufman                                 | EUA                                                  | Documentário                         | Terrence McNally, F. Murray Abraham, Lynn Ahrens, Jon Robin Baitz, Christine Baranski, Dominic Cuskern                  | A vida do dramaturgo premiado Terrence McNally |
| Extravaganza                                                                 | Matthew Baren                                   | China                                                | Documentário                         | | Sobre o primeiro e único festival drag homônimo que aconteceu em Xangai em 2017 |
| Fabiana                                                                      | Brunna Laboissière                              | Brasil                                               | Documentário                         | Fabiana Camila Ferreira, Priscila Cardoso                                                                               | Uma caminhoneira trans se prepara para a aposentadoria |
| Family in Transition                                                         | Ofir Trainin                                    | Israel                                               | Documentário                         | | Um pai de uma pequena cidade começa sua transição de gênero, apoiado por sua esposa |
| Les Fantômes                                                                 | Alexandre Vallès                                | França                                               | Terror, Suspense                     | André Schneider, Judith Magre, Pierre Emö, Alexandre Vallès, Sophie Tellier, Siolé Fakataulavelua                       | Um homem austríaco herda o apartamento de sua avó em Paris e recebe a visita de um homem misterioso que não quer ir embora                                                                            |
| The Favourite                                                                | Yorgos Lanthimos                                | Irlanda, Reino Unido, EUA                            | Drama, Histórico                     | Olivia Colman, Emma Stone, Rachel Weisz, Nicholas Hoult, Joe Alwyn                                                      | |
| Féminin plurielles                                                           | Sébastien Bailly                                | França                                               | Romance, Drama, Comédia              | Hafsia Herzi, Lise Bellynck, Anne Steffens, Friedelise Stutte, Marie Rivière, Sabrina Seyvecou                          | Segue quatro jovens em hospital, pacientes ou trabalhadoras, que procuram ultrapassar os limites impostos sobre elas                                                                                  |
| Fındıklar Kırılırken                                                         | Tolgay Hiçyilmaz                                | Turquia                                              | Drama                                | Burcu Gorek, Yasin Dogan, Merve Conker                                                                                  | [ 147 ] |
| Fish Bones                                                                   | Joanne Mony Park                                | EUA                                                  | Drama, Romance                       | Cris Gris, Joony Kim, Allison Lanier, Borah Ahn, Anton Obeid                                                            | Uma jovem imigrante coreana de uma família tradicional conservadora se apaixona por uma produtora musical latina                                                                                      |
| The Five Provocations                                                        | Angie Black                                     | EUA                                                  | Drama                                | Gabi Barton, Olive Black, Rebecca Bower, Maude Davey                                                                    | As histórias de quatro pessoas muito diferentes se conectam em uma narrativa sobre luto e se encontrar                                                                                                |
| Fleuve noir                                                                  | Erick Zonca                                     | França, Bélgica                                      | Mistério, Suspense                   | Vincent Cassel, Romain Duris, Sandrine Kiberlain, Élodie Bouchez, Charles Berling, Hafsia Herzi                         | trad. Maré Negra Um policial alcoólatra investiga o desaparecimento de um adolescente da mesma idade de seu filho problemático                                                                        |
| For Izzy                                                                     | Alex Chu                                        | EUA                                                  | Drama                                | Michelle Ang, Jennifer Soo, Elizabeth Sung, Jim Lau, Liz Femi                                                           | Depois de perder sua carreira e sua noiva, uma fotógrafa lésbica viciada em opioides recebe uma intervenção de sua mãe                                                                                |
| Freelancers Anonymous                                                        | Sonia Sebastián                                 | EUA                                                  | Comédia                              | Megan Cavanagh, Mouzam Makkar, Alexandra Billings, Natasha Negovanlis, Haviland Stillwell, Amy Shiels                   | Meses antes de seu casamento, uma mulher se despede e conhece um grupo de mulheres de vários tipos que também procuram um novo emprego                                                                |
| Un Frère                                                                     | Victor Habchy                                   | França                                               | Drama                                | Simon Royer, Marin Lafitte, Oriane Barbaza, Iris Gastellu, Ambre Rambaud, Simon Escoffier                               | Um adolescente planeja passar um verão calmo com seus pais e irmã, mas eles recebem a visita de outra família com um filho um pouco mais velho que ele                                                |
| Friends in Law                                                               | Amit Khanna                                     | Índia                                                | Comédia                              | Shreedevi Chowdary, Ashlin Harris, Amiran Winter, Poonam Mathur, Gurfateh Pirzada, Poonam Kaur                          | Uma mulher tradicional vai à Tailândia visitar seu filho e acaba passando 10 dias sozinha com o parceiro dele                                                                                         |
| Frig                                                                         | Antony Hickling                                 | França                                               | Drama, Experimental                  | Biño Sauitzvy, Thomas Laroppe, Gaëtan Vettier, Arthur Gillet, André Schneider, Gala Besson                              | Dança, poesia e drama se unem para ilustrar o fim de um caso de amor |
| From Baghdad to the Bay                                                      | Erin Palmquist                                  | EUA                                                  | Documentário                         | Ghazwan Alsharif | Um refugiado iraquiano gay e ex-tradutor para o exército americano tenta reconstruir sua vida como ativista depois de ser acusado de ser um agente duplo e torturado                                  |
| From Scratch                                                                 | Dennis Huffington                               | EUA                                                  | Documentário                         | Trey Breck, Dennis Huffington                                                                                           | [ 157 ] |
| The Fruit Machine                                                            | Sarah Fodey                                     | Canadá                                               | Documentário                         | Michelle Douglas, John Ibbitson, John Sawatsky, Gary Kinsman                                                            | Sobre um dispositivo que supostamente identificava homens homossexuais usado pelo governo canadense nas décadas de 50 e 60                                                                            |
| Fuimos, somos y seremos parte del huracán                                    | Blood Brothers Creative                         | Espanha                                              | Documentário                         | | Importantes testemunhos sobre a luta dos diversos movimentos sociais LGBT |
| Funny Story                                                                  | Michael J. Gallagher                            | EUA                                                  | Drama, Comédia                       | Matthew Glave, Emily Bett Rickards, Jana Winternitz, Nikki Limo, Lily Holleman                                          | trad. Coincidência em Família Um playboy envelhecido acidentalmente dorme com a namorada de sua filha                                                                                                 |
| Game Girls                                                                   | Alina Skrzeszewska                              | França, Alemanha                                     | Documentário                         | Teri Rogers, Tiahna | Segue um casal de lésbicas em Skid Row, Los Angeles |
| The Gay History of Sitges                                                    | Brandon Jones                                   | EUA                                                  | Documentário                         | | Explica como um vilarejo mediterrâneo de pescadores se tornou um refúgio gay |
| Gay Hollywood Dad                                                            | Frank Howley, Quentin Lee                       | EUA                                                  | Documentário                         | Junyi Casper Lee, Quentin Lee, Candy Cheung, Viet Dang, Elizabeth Sung, Akemi Look                                      | Um pai solteiro gay cria seu filho recém-nascido |
| Género Bajo Ataque                                                           | Jerónimo Centurión                              | Peru, Costa Rica, Brasil, Colômbia                   | Documentário                         | | trad. Gênero Sob Ataque |
| Genèse                                                                       | Philippe Lesage                                 | Canadá                                               | Drama                                | Théodore Pellerin, Noée Abita, Pier-Luc Funk                                                                            | Dois meios-irmãos tem problemas amorosos simultâneos |
| Getting Over                                                                 | Jason Charnick                                  | EUA                                                  | Documentário                         | Jason Charnick, Arnie Charnick, Raymond Charnick, Denny McLain                                                          | Um homem descobre uma caixa de entrevistas com seu pai, que morreu de AIDS em 1997 |
| Gewoon Vrienden                                                              | Ellen Smit                                      | Países Baixos                                        | Romance                              | Josha Stradowski, Majd Mardo, Tanja Jess, Mohamad Alahmad, Younes Badrane, Aydin Balci                                  | Também conhecido como Just Friends |
| Giant Little Ones                                                            | Keith Behrman                                   | Canadá                                               | Drama                                | Kyle MacLachlan, Maria Bello, Josh Wiggins, Darren Mann, Hailey Kittle, Kiandra Madeira                                 | |
| Girl                                                                         | Lukas Dhont                                     | Bélgica                                              | Drama                                | Victor Polster, Arieh Worthalter, Katelijne Damen, Valentijn Dhaenens                                                   | Criticado por jornalistas trans particularmente dado à representação errônea de disforia de gênero e o fato da protagonista ser interpretada por um ator cisgênero                                    |
| The Girl in the Spider's Web                                                 | Fede Álvarez                                    | Canadá, Alemanha, Suécia, Reino Unido, EUA           | Suspense, Crime, Drama               | Claire Foy, Sverrir Gudnason, Sylvia Hoeks, LaKeith Stanfield, Cameron Britton, Stephen Merchant                        | |
| Glow Job (야광)                                                              | Im Cheol-min                                    | Coreia do Sul                                        | Documentário                         | | Entre os anos 60 e 90 vários teatros e outros espaços públicos de Seul e outras cidades eram usados como ponto para encontros sexuais entre homens                                                    |
| Golden Boy                                                                   | Stoney Westmoreland                             | EUA                                                  | Drama                                | Mark Elias, Lex Medlin, Logan Fahey, Paul Culos, Kimberly Westbrook                                                     | Um jovem perdido recebe a ajuda de um rico e misterioso homem de negócios |
| Golpe de Sol                                                                 | Vicente Alves do Ó                              | Portugal                                             | Drama                                | Ricardo Pereira, Nuno Pardal, Oceana Basílio, Ricardo Barbosa, Carlos Oliveira                                          | |
| The Gospel of Eureka                                                         | Michael Palmieri, Donal Mosher                  | EUA                                                  | Documentário                         | Justin Vivian Bond (narradorx)                                                                                          | Sobre pessoas LGBT e evangélicos em Eureka Springs, Arkansas |
| Les goûts et les couleurs                                                    | Myriam Aziza                                    | França                                               | Comédia, Romance                     | Sarah Stern, Jean-Christophe Folly, Julia Piaton, Richard Berry Arié Elmaleh, Catherine Jacob                           | trad. Gostos e Cores Pretes a sair do armário e apresentar a namorada aos pais, uma moça judia percebe que está gostando de um chef senegalês                                                         |
| Gräns                                                                        | Ali Abbasi                                      | Suécia                                               | Fantasia, Drama                      | Eva Melander, Eero Milonoff, Jörgen Thorsson, Ann Petrén, Sten Ljunggren Kjell Wilhelmsen                               | Nomeado ao Queer Palm no festival de Cannes |
| Grimsey                                                                      | Richard García Vázquez, Raúl Portero            | Espanha, Islândia                                    | Drama                                | Richard García Vázquez, Fanny Gautier, David Krohnert, Raúl Portero, Nacho San José, Eugenio Sanz                       | Depois de seu ex-namorado fugir para a Islândia, um homem decide ir procurá-lo com a ajuda de um guia local                                                                                           |
| Gyejeolgwa gyejeol sai (계절과 계절 사이)                                    | Kim Jun-sik                                     | Coreia do Sul                                        | Drama                                | Rie Young-zin, Yoon Hye-ree, Kim Young-min, Oh Ha-nee, Jeong Eun-gyeong                                                 | Uma jovem se apaixona por sua colega na cafeteria onde trabalha |
| Hana wa sakuka (花は咲くか)                                                  | Kaori Tanimoto                                  | Japão                                                | Drama                                | Tsurugi Watanabe, Kôsei Amano, Yasukaze Motomiya, Akihisa Shiono, Atomu Mizuishi                                        | Um agente de marketing conhece e se interessa por um jovem estudante de arte durante um trabalho |
| The Happy Prince                                                             | Rupert Everett                                  | Reino Unido, Bélgica, Itália, Alemanha               | Biográfico, Drama                    | Rupert Everett, Colin Firth, Colin Morgan, Emily Watson, Tom Wilkinson, Anna Chancellor, Béatrice Dalle                 | Sobre o escritor Oscar Wilde |
| HaNeshef                                                                     | Tal Granit, Sharon Maymon                       | Israel                                               | Drama                                | Stav Strashko, Netsanet Mekonnen, Noam Lugasy, Asi Levi                                                                 | Também conhecido como Flawless Três adolescentes viajam para Kiev para fazer cirurgias plásticas na esperança de os resultados as arranjarem encontros para a formatura da escola                     |
| He Loves Me                                                                  | Konstantinos Menelaou                           | Grécia, Reino Unido                                  | Drama, Romance, Erótico              | Hermes Pittakos, Sanuye Shoteka, Thanos Lekkas                                                                          | Para salvar sua relação despedaçada, dois homens buscam refúgio juntos na natureza |
| Hearts Beat Loud                                                             | Brett Haley                                     | EUA                                                  | Drama                                | Nick Offerman, Kiersey Clemons, Toni Collette, Sasha Lane, Ted Danson, Blythe Danner                                    | |
| The Heat: A Kitchen (R)evolution                                             | Maya Gallus                                     | Canadá                                               | Documentário                         | Amanda Cohen, Anita Lo, Suzanne Barr, Victoria Blarney, Angela Hartnett, Ivy Knight                                     | Sobre a luta de cozinheiras no meio profissional |
| Her Side of the Bed                                                          | Bryn Woznicki                                   | EUA                                                  | Drama, Comédia, Romance              | Chelsea Morgan, Bryn Woznicki, Kissyc Alonso, Adam Brooks, Holly Hoover, Nadya Ginsburg                                 | O relacionamento entre duas melhores amigas muda ao longo de uma noite |
| Las Herederas                                                                | Marcelo Martinessi                              | Paraguai                                             | Drama                                | Ana Brun, Margarita Irún, Ana Ivanova, María Martins, Alicia Guerra, Yverá Zayas                                        | Quando sua parceira de mais de 30 anos é presa uma mulher começa a trabalhar como motorista de um grupo de idosas ricas                                                                               |
| Las Hijas del Fuego                                                          | Albertina Carri                                 | Argentina                                            | Drama, Erótico                       | Disturbia Rocío, Mijal Katzowicz, Violeta Valiente, Rana Rzonscinsky, Canela M. Ivanna                                  | trad. As Filhas do Fogo Três mulheres se encontram por acaso na Patagônia e iniciam uma jornada poliamorosa                                                                                           |
| Hijra in Between (海吉拉)                                                    | Tsai Mi Chieh                                   | Taiwan                                               | Comédia, Romance                     | Aining Yao, Greg Hsu, Diane Lin                                                                                         | [ 180 ] |
| Home Games (Домашнi Iгри)                                                    | Alisa Kovalenko                                 | Ucrânia, França, Polônia, Reino Unido                | Documentário                         | Alina Shilova | A paixão de uma jovem pelo futebol pode salvá-la da pobreza |
| The Horror at Gallery Kay                                                    | Abe Goldfarb                                    | EUA                                                  | Terror, Fantasia, Drama              | Maine Anders, Rosebud, Brian Silliman, Kristen Vaughan                                                                  | Um casal de lésbicas em uma sessão de terapia de casal que revela a existência de um mundo perigoso                                                                                                   |
| The House of Violent Desire                                                  | Charlie Steeds                                  | Reino Unido                                          | Terror, Mistério                     | Kate Davies-Speak, Joe Street, Rowena Bentley, Esme Sears, Yasmin Ryan, Daniel McKee                                    | [ 183 ] |
| How the Moon Fell from the Sky and No One Even Noticed                       | Christina Xing                                  | EUA                                                  | Musical, Drama, Romance              | Nick Trivisonno, Peter Carroll, Kat Wanger                                                                              | Dois melhores amigos decidem fazer um filme e um triângulo amoroso se desenvolve durante as filmagens                                                                                                 |
| Howard                                                                       | Don Hahn                                        | EUA                                                  | Documentário                         | Howard Ashman, Jeffrey Katzenberg, Alan Menken, Jodi Benson, Paige O'Hara, Roger Allers                                 | Sobre a vida e obra de Howard Ashman, compositor da Broadway e de filmes como A Pequena Sereia e A Pequena Loja de Horrores                                                                           |
| Huckleberry                                                                  | Roger Hill                                      | EUA                                                  | Suspense, Drama                      | Daniel Fisher-Golden, Jahking Guillory, Sarah Ulstrup, Justin Rose, Niguel Quinn, Jennifer Inks                         | Em 1999, um jovem trans entra em conflito com o namorado abusivo da garota que gosta |
| Hurricane Bianca: From Russia with Hate                                      | Matt Kugelman                                   | EUA                                                  | Comédia                              | Roy Haylock, Rachel Dratch, Brian "Katya" McCook, Molly Ryman, Cheyenne Jackson                                         | Uma continuação do filme Hurricane Bianca de 2016 |
| The Hurt                                                                     | Kevin Van Stevenson                             | EUA                                                  | Suspense                             | Sara Catherine, Bellamy Every Heart, Nathan DeLatorre, Kristin Feinfield                                                | Também conhecido como Baby Girl Uma jovem explora o mundo do sexo, drogas, e sadomasoquismo ao ser seduzida por uma mulher misteriosa                                                                 |
| I Hate New York                                                              | Gustavo Sánchez                                 | Espanha                                              | Documentário                         | Amanda Lepore, Sophia Lamar, Io Tillett Wright, Chloe Dzubilo, Bibbe Hansen                                             | A história de quatro ativistas trans na Nova York pós 11 de setembro |
| I Miss You When I See You (看見你便想念你)                                   | Simon Chung                                     | Hong Kong                                            | Drama                                | Bryant Mak, Jun Li, Candy Cheung, Ho-Yeung Yuen, Kevin Ip, Tom Lo                                                       | Um homem reencontra um amigo de infância que sofre de depressão e os dois voltam para casa juntos |
| Iago Pericot. La conquesta de la innocència                                  | Albert Folk                                     | Espanha                                              | Documentário                         | Paco Azorín, Hermann Bonnín, Josep Anton Codina, Jordi Cortés, Jose Escrig, Abel Folk                                   | Uma jornada pelos eventos que marcaram a vida do pintor, cenógrafo, xilogravurista espanhol Iago Pericot                                                                                              |
| The Ice King                                                                 | James Erskine                                   | Reino Unido                                          | Documentário                         | Freddie Fox, John Curry, Meg Streeter Lauck, Johnny Weir, Heinz Wirz, Cathy Foulkes                                     | Sobre o patinador artístico britânico abertamente gay, John Curry |
| Ideal Home                                                                   | Andrew Fleming                                  | EUA                                                  | Comédia, Drama                       | Steve Coogan, Paul Rudd, Alison Pill, Jake McDorman, Jack Gore                                                          | A vida de um casal gay vira ao avesso quando o neto desconhecido de um deles aparece em sua casa |
| Idle Thoughts                                                                | Andrew Willig                                   | Canadá                                               | Comédia, Romance                     | Ava Frye, Gillian Barber, Kimi Alexander, Michelle Brezinski, Peter Graham-Gaudreau                                     | Uma escritora finge ter um relacionamento para completar seu livro |
| Il se passe quelque chose                                                    | Anne Alix                                       | França                                               | Drama                                | Lola Dueñas, Bojena Horackova, Serge Geairain, Mohammed Tora San Be, Dora Manticello, Alexandre Violet                  | trad. Alguma coisa está acontecendo Uma mulher procurando seu caminho conhece outra que está escrevendo um guia turístico gay                                                                         |
| Ilha                                                                         | Ary Rosa, Glenda Nicácio                        | Brasil                                               | Drama                                | Aldri Anunciação, Renan Motta, Thacle de Souza, Arlete Dias, Aline Brune, Valdineia Soriano                             | Dois amigos sequestram um cineasta famoso para que ele os ajude a produzir um filme em sua ilha natal                                                                                                 |
| In the Night I Remember Your Name                                            | Vicki Speegle                                   | EUA                                                  | Documentário, Biográfico             | Marcia Gay Harden, Fredric Lehne, Jenny Turner Hall, Kaylene French                                                     | Uma pastora lésbica tenta conciliar sua fé com o avanço de sua doença de Alzheimer |
| In Love with Ally Barker                                                     | Chris Smellin, Robert Smellin                   | Austrália                                            | Suspense                             | Laura Jane Turner, Sarah Clarke, Jacob Antolini, Paul Dawber, Susie Ryan                                                | Uma jovem forma um forte relacionamento com sua vizinha e a convence a se vingar de seu abusador |
| Industrial Accident - The Story of Wax Trax!                                 | Julia Nash                                      | EUA, Bélgica, Canadá, Alemanha                       | Documentário                         | Trent Reznor, Dave Grohl, Jello Biafra, Al Jourgensen, Ian MacKaye, Steve Albini                                        | Dois homens gays fundam a Wax Trax! Records |
| Inferninho                                                                   | Guto Parente, Pedro Diogenes                    | Brasil                                               | Drama                                | Yuri Yamamoto, Demick Lopes, Samya De Lavor, Rafael Martins, Galba Nogueira, Pedro Domingues                            | A dona de um bar no Ceará que sonha m fugir se apaixona por um marinheiro que sonha em poder ficar |
| Into the Mirror                                                              | Lois Stevenson                                  | Reino Unido                                          | Drama, Suspense                      | Jamie Bacon, Charles Streeter, John Sackville, Beatrice May, Sophia La Porta, Jack Helsby                               | [ 200 ] |
| Introspective - Labels and Discrimination Within the LGBTQ Community         | Kiki Wilson                                     | EUA                                                  | Documentário                         | | Foca nos rótulos e a discriminação dentro da comunidade LGBT |
| Irattajeevitham                                                              | Suresh Narayanan                                | Índia                                                | Drama                                | Aami | Anos depois do desaparecimento de sua melhor amiga, um estranho chega no vilarejo de uma mulher casada                                                                                                |
| It Is Not The Pornographer That Is Perverse…                                 | Bruce LaBruce                                   | Alemanha                                             | Drama, Erótico                       | Colby Keller, Dato Foland, Allen King, Sean Ford, François Sagat, Calvin Banks                                          | Dividido em quatro segmentos com narrativas idependentes porém interconectadas |
| Jean-Paul Gaultier: Freak and Chic                                           | Yann L’Henoret                                  | França                                               | Documentário                         | Jean-Paul Gaultier, Tonie Marshall, Antoine de Caunes, Marion Cotillard, Catherine Deneuve, Madonna                     | Sobre o ícone da moda Jean-Paul Gaultier |
| The Jeremy Thorpe Scandal                                                    | Steve Anderson                                  | Reino Unido                                          | Documentário                         | Tom Mangold, Jeremy Thorpe, Robin Day, Peter Bessell, John Profumo                                                      | Mostra as investigações de 1979 para averiguar o involvimento do político Jeremy Thorpe no assassinato de seu ex-amante                                                                               |
| Le Jeu                                                                       | Fred Cavayé                                     | França                                               | Comédia, Drama                       | Bérénice Bejo, Suzanne Clément, Stéphane De Groodt, Vincent Elbaz, Grégory Gadebois, Doria Tillier                      | trad. Nada a Esconder Um grupo de velhos amigos se reúnem para jantar e decidem jogar um jogo onde tem que ler em voz alta as mensagens que recebem                                                   |
| Jonas                                                                        | Christophe Charrier                             | França                                               | Drama                                | Félix Maritaud, Nicolas Bauwens, Tommy Lee Baïk, Aure Atika, Marie Denarnaud, Ilian Bergala                             | |
| Jonathan Agassi Saved My Life (יונתן אגסי הציל את חיי)                       | Tomer Heymann                                   | Alemanha, Israel                                     | Documentário                         | Jonathan Agassi, Michael Lucas                                                                                          | sobre Jonathan Agassi, um dos atores pornô gays mais famoso do mundo |
| José                                                                         | Li Cheng                                        | Guatemala                                            | Drama                                | Enrique Salanic, Manolo Herrera, Ana Cecilia Mota                                                                       | Um jovem que vive com sua mãe em uma típica casa de classe baixa na Cidade da Guatemala conhece um imigrante caribenho                                                                                |
| JT Leroy                                                                     | Justin Kelly                                    | Reino Unido, EUA, Canadá                             | Biográfico, Drama                    | Laura Dern, Kristen Stewart, Diane Kruger, Jim Sturgess, Kelvin Harrison Jr., Courtney Love                             | Baseado na autobiografia Girl Boy Girl: How I Became JT Leroy de Savannah Knoop |
| Jules of Light and Dark                                                      | Daniel Laabs                                    | EUA                                                  | Drama                                | Tallie Medel, Robert Longstreet, Betsy Holt, Jonathan Miles, Howard Rafael Villegas, Liz Cardenas Franke                | Um casal de jovens são resgatadas de um acidente de carro por um petroleiro divorciado que se aproxima de uma enquanto a outra se recupera                                                            |
| Junk                                                                         | Michael Penny                                   | EUA                                                  | Musical                              | Tym Moss, Robbie Wayne                                                                                                  | Dois homens gays de idades diferentes que trabalham em um mercado de pulgas encontram uma coleção de pornô antiga na casa de um recém falecido                                                        |
| Kaasan ga donna ni boku o kirai demo (母さんがどんなに僕を嫌いでも)          | Osamu Minorikawa                                | Japão                                                | Drama                                | Taiga Nakano, Yo Yoshida, Harutomo Koyama, Win Morisaki, Shunya Shiraishi, Mika Akizuki                                 | Um jovem tenta ganhar o amor de sua mãe depois de ficar anos sem vê-la |
| Kanarie                                                                      | Christiaan Olwagen                              | África do Sul                                        | Musical, Drama                       | Schalk Bezuidenhout, Hannes Otto, Germandt Geldenhuys, Gérard Rudolf                                                    | Durante o apartheid, um jovem soldado se junta ao coral do exército e tem que lidar com sua sexualidade reprimida                                                                                     |
| Kasal                                                                        | Ruel S. Bayani                                  | Filipinas                                            | Drama, Românce                       | Bea Alonzo, Paulo Avelino, Derek Ramsay, Christopher de Leon, Cherie Gil, Ricky Davao                                   | Uma mulher reencontra seu ex quando este começa ajudar na campanha eleitoral de seu noivo, que guarda um segredo                                                                                      |
| Keeping the Promise                                                          | Jonathan Marshall Thompson                      | EUA, África do Sul                                   | Documentário                         | | Sobre a AIDS Healthcare Foundation, organização com a missão de cuidar dos infectados e lutar para a prevenção da AIDS                                                                                |
| Khejdi                                                                       | Rohit Dwivedi                                   | Índia                                                | Drama                                | Ashish Sharma, Jadav m Yashraj                                                                                          | Uma garota intersexo é mantida presa dentro de casa por seu pai para impedir que ela seja forçada a cantar, dançar, e pedir esmolas para sobreviver                                                   |
| A Kid Like Jake                                                              | Silas Howard                                    | EUA                                                  | Drama                                | Claire Danes, Jim Parsons, Priyanka Chopra, Amy Landecker, Ann Dowd, Octavia Spencer                                    | Baseado na peça homônima de Daniel Pearle |
| Kill the Monsters                                                            | Ryan Lonergan                                   | EUA                                                  | Comédia, Drama                       | Jack Ball, Ryan Lonergan, Garrett McKechnie                                                                             | Três homens tentam salvar seu relacionamento enquanto procuram um médico que possa curar um deles |
| Killer Unicorn                                                               | Drew Bolton                                     | EUA                                                  | Terror, Comédia                      | Dennis Budesheim, Alejandro de la Rosa, Markus Kelle, Monica Garcia Bradley, José D. Álvarez                            | Um ano depois de ser atacado por um estranho em uma festa, um jovem é convencido por seus amigos a voltar a ter uma vida social                                                                       |
| King of Crime                                                                | Matt Gambell                                    | Reino Unido                                          | Crime, Suspense, Drama               | Claire King, Mark Wingett, Rachel Bright, Nicholas Brendon, Vas Blackwood, Jonno Davies                                 | Um gangster das antigas atualiza seus esquemas e crimes para a era moderna |
| Kingsway                                                                     | Bruce Sweeney                                   | Canadá                                               | Comédia, Drama                       | Gabrielle Rose, Jeff Gladstone, Camille Sullivan                                                                        | Uma mecânica suspeita que sua cunhada está tendo um caso |
| Kislota (Кислота)                                                            | Alexandr Gorchilin                              | Rússia                                               | Drama                                | Philip Avdeev, Aleksandr Kuznetsov, Arina Shevtsova, Savva Savelyev, Alexandra Rebenok, Roza Khairullina                | [ 221 ] |
| Kucumbu Tubuh Indahku                                                        | Garin Nugroho                                   | Indonésia                                            | Biográfico, Drama                    | Muhammad Khan, Rianto, Sujiwo Tejo, Teuku Rifnu Wikana, Randy Pangalila, Whani Dharmawan                                | Também conhecido como Memories of My Body Inspirado pela vida do dançarino e ator Rianto |
| Landrauschen                                                                 | Lisa Miller                                     | Alemanha                                             | Drama                                | Kathrin Wolf, Nadine Sauter, Volkram Zschiesche, Rupert Markthaler, Thomas Goersch                                      | Uma jovem retorna para sua pequena cidade para viver com seus pais conservadores e se reconecta com uma amiga de infância                                                                             |
| Latter Day Glory                                                             | Brandon Deyette                                 | EUA                                                  | Documentário                         | Tyler Glenn, Terry Blas, Jonathon Levi Powell, Jim Dabakis, Chris Ammo Hall                                             | Dois gays ex-missionários mórmons viajam pelos Estados Unidos para confrontar seu passado e explorar seu futuro                                                                                       |
| Das Leben vor mir                                                            | Anna Justice                                    | Alemanha                                             | Comédia, Drama                       | Maren Eggert, Sebastian Fräsdorf, Matthias Habich, Stephan Kampwirth, Lola Klamroth, Frank Knoche                       | A visita de uma ex-namorada de 25 anos antes pode abalar o relacionamento entre um homem e seu namorado                                                                                               |
| The Legend of Sing Hey                                                       | Becca Redden                                    | Canadá                                               | Documentário, Musical                | Janice Jo Lee | [ 226 ] |
| Leitis in Waiting                                                            | Joe Wilson, Dean Hamer, Hinaleimoana Wong-Kalu  | Tonga,                                               | Documentário                         | Joey Joleen Mataele, Eva Baron, Salote Lupepau'u, Barry Taukolo                                                         | Um grupo de mulheres trans nativas lutam contra o fundamentalismo religioso no Reino de Tonga |
| Lembro Mais dos Corvos                                                       | Gustavo Vinagre                                 | Brasil                                               | Documentário                         | Julia Katharine | Uma mulher trans nipo-brasileira conta sua história em uma noite de insônia |
| Letter from Tokyo (東京からの手紙)                                           | Morgan Quaintance                               | Japão, Reino Unido                                   | Documentário                         | | Um olhar sob os movimentos de contracultura no em Tóquio |
| Letters to Paul Morrissey                                                    | Armand Rovira                                   | Espanha                                              | Drama                                | Xavi Sáez, Almar G. Sato, María Fajula, Joe Dallesandro, Saída Benzal, Agnès Llobet                                     | trad. Cartas para Paul Morrissey Três cartas enviadas de lugares diferentes no mundo, todas endereçadas ao cineasta Paul Morrissey                                                                    |
| Lez Bomb                                                                     | Jenna Laurenzo                                  | EUA                                                  | Comédia, Drama                       | Jenna Laurenzo, Caitlin Mehner, Brandon Micheal Hall, Steve Guttenberg, Elaine Hendrix, Deirdre O'Connell               | Uma mulher decide sair do armário e apresentar sua namorada de 6 anos para a família no dia de Ação de Graças, mas as coisas não seguem o plano                                                       |
| LGBT Experience                                                              | Tom Monasterios                                 | EUA                                                  | Documentário                         | Brian Stover | [ 232 ] |
| Liam                                                                         | Isidore Bethel                                  | EUA                                                  | Documentário                         | | Logo após sua mudança para a França, o melhor amigo do diretor morre |
| Libertad Beirut                                                              | Gauthier-Charbel Raad                           | França, Líbano                                       | Documentário                         | | Dois homens decidem viver abertamente com sua sexualidade em Beirute |
| Lietuviški Svingeriai                                                        | Tadas Vidmantas                                 | Lituânia                                             | Comédia                              | Mindaugas Ancevičius, Jonas Braškys, Deividas Breive, Ema Cielyte, Gelminė Glemžaitė, Vytautas Kaniušonis               | Depois de terem um menáge com uma mulher, um homem convence sua esposa a encontrar um casal de swingers                                                                                               |
| Life in the Doghouse                                                         | Ron Davis                                       | EUA                                                  | Documentário                         | Ron Danta, Danny Robertshaw                                                                                             | Um casal gay constroem um abrigo para cães desabrigados e abandonados após o furacão Katrina |
| Life-Size 2                                                                  | Steven Tsuchida                                 | EUA                                                  | Fantasia, Comédia                    | Tyra Banks, Francia Raisa, Gavin Stenhouse, Hank Chen, Alison Fernandez, Shanica Knowles                                | Continuação do filme de 2000 |
| Light in the Water                                                           | Lis Bartlett                                    | EUA                                                  | Documentário                         | James Ballard, Charlie Bartel, Mauro Bordovsky, Errol Graham, Michael Mealiffe                                          | Sobre o nascimento e a vida do West Hollywood Swim Club, o primeiro time de mestres da natação abertamente gay                                                                                        |
| Lilits                                                                       | Francisco Muñoz Berríos                         | Chile                                                | Drama, Crime                         | Marianne Stenger, Philippe Sedgwick, Allison Leon, María José Weigel, Israel Aguilar, Carla Gaete                       | Fragmentado em três narrativas; segue uma garota trans, uma hippie, e uma estudante |
| Linfa                                                                        | Carlotta Cerquetti                              | Itália                                               | Documentário                         | Silvia Calderoni, Erica Galli, Lola Kola, Lady Maru, Jonida Prifti, Lilith Primavera                                    | Sobre a cultura underground feminina de Roma |
| Lizzie                                                                       | Craig William Macneill                          | EUA                                                  | Biográfico, Suspense                 | Chloë Sevigny, Kristen Stewart, Jay Huguley, Fiona Shaw, Kim Dickens, Denis O'Hare                                      | Baseado na história verídica de Lizzie Borden |
| Locating Silver Lake                                                         | Eric Bilitch                                    | EUA                                                  | Drama                                | Tate Birchmore, Josh Peck, Finn Wittrock, Aubrey Peeples, Amaury Nolasco, Valerie Cruz                                  | Dpeois de se formar, um aspirante a escritor de coração quebrado vai para Los Angeles para encontrar um novo começo                                                                                   |
| Lodi                                                                         | Tim Muñoz                                       | Filipinas                                            | Drama                                | JM Martinez, Ace Toledo, Carlo Mendoza, Jonas Olmedo, Eagle Riggs, Mackie Raquiza                                       | Um jovem com uma vida dupla fica obcecado pelo novo homem na vizinhança |
| Lof mér að falla                                                             | Baldvin Zophoníasson                            | Islândia                                             | Crime, Drama                         | Elín Sif Halldórsdóttir, Eyrún Björk Jakobsdóttir, Kristín Þóra Haraldsdóttir, Lára Jóhanna Jónsdóttir                  | 12 anos depois de se separarem por causa das drogas, duas mulheres se reencontram |
| Looking for Rohmer                                                           | Wang Chao                                       | China, França                                        | Drama                                | Renaud Cohen, Alice de Lencquesaing, Jérémie Elkaïm, Han Geng, Hélène Vincent                                           | Também conhecido como Seek McCartney e Xun zhao Luo Mai Sobre o relacionamento clandestino entre um homem chinês e seu amigo francês                                                                  |
| The Lookout                                                                  | Afi Africa                                      | Filipinas                                            | Crime, Drama                         | Yayo Aguila, Rez Cortez, Efren Reyes, Alvin Fortuna, Jeffrey Santos, Benedict Campos                                    | Um assassino de aluguel gay procura vingança |
| Lost in Time                                                                 | Katherine Brooks                                | EUA, Tailândia                                       | Drama, Romance                       | Jill Hennessy, Griff Furst, Shanna Vincent, Kate Gray, Han Soto                                                         | Depois do tsunami de 2004 atingir a ilha que estava, uma mulher fica presa entre a vida e a morte |
| Love, Scott                                                                  | Laura Marie Wayne                               | Canadá                                               | Documentário                         | Scott Jones | Sobre Scott Jones, homem gay que ficou paraplégico depois de um ataque homofóbico em 2013 |
| Love, Simon                                                                  | Greg Berlanti                                   | EUA                                                  | Comédia, Romance, Drama              | Nick Robinson, Josh Duhamel, Jennifer Garner, Katherine Langford, Alexandra Shipp, Jorge Lendeborg Jr, Keiynan Lonsdale | Baseado no romance Simon vs. the Homo Sapiens Agenda de Becky Albertalli |
| Luciérnagas                                                                  | Bani Khoshnoudi                                 | México, EUA, Grécia, República Dominicana            | Drama                                | Arash Marandi, Flor Eduarda Gurrola, Luis Alberti, Eligio Meléndez, Ishbel Bautista, Eduardo Mendizabal                 | Um homem gay foge de perseguições no Irã e acaba parando no México |
| M                                                                            | Yolande Zauberman                               | França, Israel                                       | Documentário                         | Menachem Lang | [ 248 ] |
| M/M                                                                          | Drew Lint                                       | Canadá, Alemanha                                     | Drama                                | Antoine Lahaie, Nicolas Maxim Endlicher                                                                                 | Um expatriado canadense vivendo em Berlim forma uma obsessão com outro homem |
| Madhouse Mecca                                                               | Leonardo Warner                                 | EUA                                                  | Drama                                | Rachel Faulkner, David Keith, Scott Evans, Tera Patrick, Kristina Ellery                                                | Uma dona de casa desanimada conhece uma dançarina exótica e as duas formam uma amizade que mudará suas vidas                                                                                          |
| Make Me Up                                                                   | Rachel Maclean                                  | Reino Unido                                          | Ficção Científica, Comédia           | Rachel Maclean, Christina Gordon, Colette Dalal Tchantcho                                                               | [ 251 ] |
| Maki’la                                                                      | Machérie Ekwa Bahango                           | República Democrática do Congo, França               | Drama                                | Amour Luzolo Lombi, Fidéline Kwanza Mafimbu, Serge Kanyinda                                                             | Um jovem fashionista sem teto casada com o líder de uma gangue de meninos se aproxima de uma recém chegada                                                                                            |
| Making Montgomery Clift                                                      | Hillary Demmon, Robert Anderson Clift           | EUA                                                  | Documentário, Biográfico             | Montgomery Clift, Brooks Clift, Sunny Clift, Patricia Bosworth, Lorenzo James, Jack Larson                              | A vida e carreira do ator americano Montgomery Clift |
| Makkana hoshi (真っ赤な星)                                                   | Aya Igashi                                      | Japão                                                | Drama                                | Yuki Sakurai, Miku Komatsu, Katsuya Maiguma, Ryûju Kobayashi, Yuuki Oohara                                              | Uma adolescente se apaixona pela enfermeira que cuida dela no hospital |
| Mamma + Mamma                                                                | Karole Di Tommaso                               | Itália                                               | Comédia, Drama                       | Linda Caridi, Maria Roveran                                                                                             | Um casal de lésbicas querendo se tornar mães lutam com a burocracia e os custos do sistema das clínicas de fertilidade                                                                                |
| Mamu: And a Mother Too                                                       | Rod Singh                                       | Filipinas                                            | Comédia                              | Iyah Mina, Arron Villaflor, EJ Jallorina, Markus Paterson, Jovani Manansala                                             | Uma prostituta trans em seus quarenta anos acaba adotando sua sobrinha, também trans |
| Man Made                                                                     | T Cooper                                        | EUA                                                  | Documentário                         | Tommy, Dominic, Shawn, Dominic Chilko, Rese Weaver                                                                      | Segue quatro homens na primeira competição de fisiculturismo exclusivamente trans do mundo |
| Männerfreundschaften                                                         | Rosa von Praunheim                              | Alemanha                                             | Documentário                         | Rosa von Praunheim, Matthias Luckey, Valentin Schmehl, Thomas Linz, Tobias Schormann                                    | Uma investigação sobre a orientação sexual do escritor Johann Wolfgang von Goethe |
| Mapplethorpe                                                                 | Ondi Timoner                                    | EUA                                                  | Biográfico, Drama                    | Matt Smith, Marianne Rendón, John Benjamin Hickey, Brandon Sklenar McKinley Belcher III, Mark Moses                     | Sobre a carreira do fotógrafo Robert Mapplethorpe |
| Marchamos                                                                    | Tiago Resende                                   | Portugal                                             | Documentário                         | Ricardo Abreu, Manuela Antunes, Elsa Batista, Miguel Cardoso                                                            | Mostra a primeira marcha contra a homofobia que ocorreu em Viseu em 2005 e a primeira marcha do orgulho da cidade em 2018                                                                             |
| Marilyn                                                                      | Martín Rodríguez Redondo                        | Argentina, Chile                                     | Drama                                | Walter Rodríguez, Catalina Saavedra, Germán de Silva                                                                    | Um adolescente, filho de caseiros em uma fazenda, esconder sua homossexualidade |
| Mario                                                                        | Marcel Gisler                                   | Suíça                                                | Romance, Drama                       | Max Hubacher, Aaron Altaras, Jessy Moravec, Doro Müggler, Jürg Plüss, Andreas Matti                                     | Um jogador de futebol se apaixona pelo novato do time |
| Mary Queen of Scots                                                          | Josie Rourke                                    | Reino Unido, EUA                                     | Histórico, Biográfico, Drama         | Saoirse Ronan,Margot Robbie, Jack Lowden, Joe Alwyn, David Tennant, Guy Pearce                                          | [ 263 ] |
| McQueen                                                                      | Ian Bonhôte                                     | EUA                                                  | Documentário                         | Alexander McQueen | Sobre a vida e carreira do estilista Alexander McQueen |
| Meili                                                                        | Zhou Zhou, Fei Tan                              | China, Taiwan                                        | Drama                                | Yun Chi, Wang Limin, Zhou Meiyan, Li Shuangyu, Li Xianjing                                                              | Uma jovem vive com sua namorada ambiciosa em Changchun |
| Meio Irmão                                                                   | Eliane Coster                                   | Brasil                                               | Drama                                | Natália Molina, Diego Avelino, Francisco Gomes, Dico Oliveira, Eduarda Andrade                                          | Para encontrar sua mãe desaparecida, uma garota pede a ajuda de seu meio-irmão, que está sendo ameaçado por ter filmado um ataque homofóbico                                                          |
| Mes provinciales                                                             | Jean Paul Civeyrac                              | França                                               | Drama                                | Andranic Manet, Diane Rouxel, Jenna Thiam, Gonzague Van Bervesseles, Corentin Fila                                      | trad. Paris 8 Um jovem se muda para Paris para realizar seu sonho de estudar cinema |
| Mi Mejor Amigo                                                               | Martín Deus                                     | Argentina                                            | Drama                                | Angelo Mutti Spinetta, Lautaro Rodríguez, Guillermo Pfening, Mariana Anghileri, Benito Mutti Spinetta                   | |
| The Miseducation of Cameron Post                                             | Desiree Akhavan                                 | EUA                                                  | Drama                                | Chloë Grace Moretz, Jennifer Ehle, John Gallagher Jr., Sasha Lane, Forrest Goodluck, Emily Skeggs                       | Baseado no romance homônimo de Emily M. Danforth |
| The Missing Link                                                             | Markus Innocenti                                | EUA                                                  | Comédia                              | Tiffany Collie, Anna Curtis, Allen English, Hilary Novelle Hahn, Ian Jerrell, Chenese Lewis                             | Na idade da pedra, as vidas de uma tribo muda com a chegada de um homem das cavernas gay |
| Moroni for President                                                         | Saila Huusko, Jasper Rischen                    | EUA                                                  | Documentário                         | Zachariah George, Moroni Benally, Alray Nelson                                                                          | Um homem gay se candidata à presidência da Nação Navajo |
| The Most Dangerous Year                                                      | Vlada Knowlton                                  | EUA                                                  | Documentário                         | Erika Laurentz, Aidan Key, Ryan Trainer, Joe Fain, Laurie Jinkins                                                       | Pais lutam pelos direitos de seus filhos trans |
| Mother’s Balls                                                               | Catherine van Campen                            | Países Baixos                                        | Documentário                         | Amber Vineyard | Sobre a fundadora da primeira Casa de bailes vogue holandesa |
| Mouthpiece                                                                   | Patricia Rozema                                 | Canadá                                               | Drama                                | Norah Sadava, Amy Nostbakken, Maev Beaty, Taylor Belle Puterman, Jess Salgueiro, Paula Boudreau                         | Uma aspirante a escritora prepara o funeral de sua mãe e tenta conciliar seus ideais feministas com algumas escolhas que a falecida fez                                                               |
| Mr. SOUL!                                                                    | Sam Pollard, Melissa Haizlip                    | EUA                                                  | Documentário                         | Ellis Haizlip | Um retrato do produtor e apresentador Ellis Haizlip, descrito como inovador, político, negro, e gay                                                                                                   |
| Mujer Nómade                                                                 | Martín Farina                                   | Argentina                                            | Documentário                         | Esther Diaz, Juan Manuel Martino                                                                                        | A epistemologista e ensaísta Esther Diaz descobre sua atração transgeracional no final de sua vida |
| Mujer saliendo del mar                                                       | Pablo Rojas                                     | Chile                                                | Histórico, Drama                     | Lucy Cominetti, Antonella Orsini, Álvaro Espinoza, Sergio Hernández, Luz Croxatto, Daniela Urra Balcazar                | [ 275 ] |
| My 2 Mommies                                                                 | Eric Quizon                                     | Filipinas                                            | Comédia                              | Solenn Heussaff, Paolo Ballesteros, Maricel Soriano, Joem Bascon, Marcus Cabais, Diane Medina                           | Por causa de um erro, um homem gay e uma mulher acabam dividindo a custódia de uma menina |
| Die Nacht der Nächte                                                         | Yasemin Samderelli                              | Alemanha                                             | Documentário                         | Hildegard Rotthäuser, Heinz Rotthäuser, Kamala Nagarayya, Hampana Nagarayya, Shigeko Sugihara, Isao Sugihara            | Sobre casais de quatro países diferentes que estão juntos à mais de 50 anos |
| Nadie Sabrá Nunca                                                            | Jesús Torres Torres                             | México                                               | Drama                                | Adriana Paz, Jorge A. Jimenez, David Medel, Arcelia Ramírez, Manuel Ojeda, Ofelia Medina                                | trad. Ninguém Nunca Saberá |
| Neon Heart                                                                   | Laurits Flensted-Jensen                         | Dinamarca                                            | Drama                                | Victoria Carmen Sonne, Niklas Herskind, Noah Skovgaard Skands, Mark Kesby Jensen, Kevin Lakomy                          | Segue uma ex-atriz pornô voltando dos EUA, seu ex que em reabilitação que cuida de dois garotos com síndrome de Down, e o irmão mais novo deste                                                       |
| The Nest                                                                     | Helias Doulis                                   | Grécia                                               | Drama                                | Ilias Sapountzakis Dorothea Koutra                                                                                      | [ 280 ] |
| Never Tear Us Apart                                                          | Whammy Alcazaren                                | Filipinas                                            | Drama                                | Ricky Davao, Meryll Soriano, Jasmine Curtis-Smith, Albee Saspa, Gay Manila, Pau Benitez                                 | Um espião, sua esposa delirante, o filho promíscuo dos dois confrontam terrores causados por um monstro                                                                                               |
| Ni d'Ève, ni d'Adam. Une histoire intersexe                                  | Floriane Devigne                                | Suíça, França                                        | Documentário                         | | As experiências e correspondências entre duas pessoas intersexo |
| A Nice Quiet Life                                                            | Edgar Michael Bravo                             | EUA                                                  | Drama, Romance                       | Jordan Becker, Taylor Clift, Derek S. Orr, Jacob Fortner, Nancy Daly, Kimberly Spak                                     | Dois universitários se apaixonam, e um deles desenvolve esquizofrenia |
| Night Out                                                                    | Stratos Tzitzis                                 | Alemanha                                             | Drama, Erótico                       | Mara Scherzinger, Katerina Clark, Thomas Kellner, Spyros Markopoulos, Sulaika Lindemann                                 | Um grupo de amigos exploram Berlim e seus relacionamento à caminho de uma boate |
| Nina                                                                         | Olga Chajdas                                    | Polônia                                              | Drama, Romance                       | Julia Kijowska, Eliza Rycembel, Katarzyna Gniewkowska, Andrzej Konopka, Maria Peszek, Tatiana Pauhofová                 | Uma professora casada que não pode ter filhos procura uma barriga de aluguel, e acaba se apaixonando pela outra mulher                                                                                |
| Njan Marykutty                                                               | Ranjith Sankar                                  | Índia                                                | Comédia, Drama                       | Jayasurya, Jewel Mary, Aju Varghese, Innocent                                                                           | Primeiro filme malaiala a ter uma protagonista trans |
| No Chocolate, No Rice                                                        | Leo Christopher Sheridan                        | EUA                                                  | Comédia                              | Kelli Blackwell, William Cadena, Cynthia Dorsey, Miles Folley, Danielle Green                                           | Segue dois amigos gays, um negro e um asiático, tentando encontrar amor em um mundo de aplicativos onde o racismo é prevalente                                                                        |
| Noblemen                                                                     | Vandana Kataria                                 | Índia                                                | Drama                                | Ali Haji, Kunal Kapoor, Muskkaan Jaferi, Mohammed Ali Mir                                                               | Baseado na peça O Mercador de Veneza de Shakespeare, onde um adolescente luta com sua sexualidade |
| Not in My Lifetime                                                           | Pamela Colby                                    | EUA                                                  | Documentário                         | | Uma baby boomer lésbica explora sua história com a instituição do casamento |
| Nothing Is Truer than Truth                                                  | Cheryl Eagan-Donovan                            | Itália, EUA, Reino Unido                             | Documentário                         | Derek Jacobi, Gregory Paul Martin, Tina Packer, Diane Paulus, Mark Rylance                                              | Sobre Edward de Vere, 17° conde de Oxford, suspeito de ser a verdadeira mente por trás das peças de William Shakespeare                                                                               |
| Nothing to Lose                                                              | Kelli Jean Drinkwater                           | Austrália                                            | Documentário                         | | Sobre uma trupe de dançarinos queer de peso |
| Nothing Without Us: The Women Who Will End AIDS                              | Harriet Hirshorn                                | EUA                                                  | Documentário                         | | Sobre as mulheres presente na luta contra a AIDS |
| Nove de novembro                                                             | Lázaro Louzao                                   | Espanha                                              | Drama                                | Sabela Arán, Carlos Roma, Ademar Silvoso                                                                                | |
| Nu mă atinge-mă                                                              | Adina Pintilie                                  | Romênia, Alemanha, República Checa, França, Bulgária | Drama                                | Laura Benson, Tómas Lemarquis, Christian Bayerlein, Irmena Chichikova, Grit Uhlemann, Adina Pintilie                    | Sobre os preconceios relacionados a intimidade |
| As Núpcias de Drácula                                                        | Matheus Marchetti                               | Brasil                                               | Fantasia, Romance, Terror            | Daniel Simioni, Henrique Natalio, Tony Germano, Isabella Melo, Irene Caldeira, Alexandre Alonso                         | Uma versão experimental da história de Bram Stoker, onde o titular vampiro procura jovens amantes e vítimas, tanto homens quanto mulheres                                                             |
| Nureyev                                                                      | David Morris, Jacqui Morris                     | Reino Unido                                          | Documentário                         | Siân Phillips, Dana Fouras, Marlon Dino, Lucia Lacarra, Faith Prendergast, Aysa Malliphant                              | Sobre a vida do bailarino russo Rudolf Nureyev |
| Obscuro Barroco                                                              | Evangelia Kranioti                              | França, Grécia                                       | Documentário                         | Luana Muniz | Sobre a ativista brasileira trans Luana Muniz |
| Octavio Is Dead!                                                             | Sook-Yin Lee                                    | Canadá                                               | Fantasia, Drama                      | Sarah Gadon, Rosanna Arquette, Raoul Trujillo                                                                           | Uma jovem questionando sua identidade descobre que o pai que nunca conheceu faleceu e deixou tudo para ela                                                                                            |
| L’œuf dure                                                                   | Rémi Lange                                      | França                                               | Comédia                              | Rémi Lange, Adriano Dafy, Magalie Le Naour-Saby                                                                         | Um artista se apaixona por um jornalista e revela que quer ter um filho |
| Los ojos llorosos                                                            | Cristián Darío Pellegrini                       | Argentina                                            | Drama                                | Leandro Poquet, Manuel García Migani                                                                                    | Um jovem jornalista toma remédios para combater sua AIDS |
| One Last Thing                                                               | Tim Rouhana                                     | EUA                                                  | Drama                                | Wendell Pierce, Jurnee Smollett, Joanne Froggatt, April Billingsley, Elizabeth Faith Ludlow                             | Um dentista solitário descobre que tem uma filha lésbica e sai em uma jornada de auto descobrimento                                                                                                   |
| One Shot                                                                     | Sergio Mazza                                    | Argentina                                            | Drama                                | María Laura Alemán, Chang Hung Cheng, Esther Goris, Belén Blanco, Hugo La Barba                                         | Uma mulher trans de uma pequena cidade tem uma vida solitário |
| The Ordinance Project                                                        | Austin Williams                                 | EUA                                                  | Documentário                         | | Mostra a controvérsia entorno de um decreto protegendo os direitos de gays, lésbicas, bissexuais, e pessoas soropositivas em Kansas City                                                              |
| El orgullo de China                                                          | Luis Martínez, Ana Sánchez                      | Espanha                                              | Documentário                         | | Mostra a realidade da comunidade LGBT na China |
| Our Future Ends                                                              | Clement Hil Goldberg                            | EUA                                                  | Animação                             | | Conecta a extinção da vida selvagem com as comunidades marginalizadas |
| Out of Blue                                                                  | Carol Morley                                    | Reino Unido, EUA                                     | Mistério, Crime                      | Patricia Clarkson, Toby Jones, Mamie Gummer, Aaron Tveit, James Caan, Alyshia Ochse                                     | trad. Mistérios do Universo Uma detetive investiga o assassinato de uma jovem astrofísica expert em buracos negros                                                                                    |
| Outitude: The Irish Lesbian Community                                        | Sonya Mulligan                                  | Irlanda                                              | Documentário                         | | Lésbicas irlandesas falam sobre suas experiências de vida |
| Outliers: Calgary’s Queer History                                            | Justine Boncezk, Leah Schmidt, James Demers     | Canadá                                               | Documentário                         | | A história da comunidade LGBT em Calgary |
| Oyaji ga aishita otoko-tachi (親父が愛した男たち)                            | Yoshikazu Katô                                  | Japão                                                | Drama, Erótico                       | Shin'ya Orikasa, Kiryû Aoi, Ayumu Kuroki, Manzô Shinra, Hirokio Andô                                                    | Um homem lê o diário de seu falecido pai e descobre que ele era gay |
| Palace                                                                       | Andrew Paul Davis                               | EUA                                                  | Drama                                | Emily Sweet, Chase Crawford, Todd Bruno, Suzanne Sadler, Sadie Abel, Chris Abel                                         | [ 307 ] |
| Papi Chulo                                                                   | John Butler                                     | Irlanda, EUA                                         | Comédia, Drama                       | Matt Bomer, Alejandro Patino, Elena Campbell-Martinez, Wendi McLendon-Covey, Tommie Earl Jenkins                        | Um meteorologista gay solitário contrata um homem hétero latino de meia-idade para ser seu amigo |
| Para Aduma                                                                   | Tsivia Barkai                                   | Israel                                               | Drama                                | Avigail Kovari, Gal Toren, Moran Rosenblatt                                                                             | trad. A Vaca Vermelha |
| Paraíso                                                                      | Pablo Falá                                      | Argentina                                            | Drama                                | Marina Arnaudo, Fabio Camnio, Sofía Lanaro, Ernesto D'Agostino                                                          | Uma jovem retorna à Córdoba e reencontra alguém de seu passado |
| Paraíso Perdido                                                              | Monique Gardenberg                              | Brasil                                               | Drama                                | Lee Taylor, Jaloo, Erasmo Carlos, Júlio Andrade, Seu Jorge, Felipe Abib, Humberto Carrão                                | Segue as vidas dos donos e os patronos de uma boate brega onde cantam músicas românticas |
| Parque Mayer                                                                 | António-Pedro Vasconcelos                       | Portugal                                             | Comédia                              | Francisco Froes, Daniela Melchior, Diogo Morgado, Miguel Guilherme, Alexandra Lencastre,Carla Maciel                    | |
| The Parting Glass                                                            | Stephen Moyer                                   | EUA, Canadá                                          | Drama                                | Anna Paquin, Melissa Leo, Rhys Ifans, Cynthia Nixon, Edward Asner, Denis O'Hare                                         | Uma família em luta viaja pelo país para recolher os pertences da mulher que perderam |
| Party Hard Die Young                                                         | Dominik Hartl                                   | Áustria                                              | Terror, Suspense                     | Elisabeth Wabitsch, Michael Glantschnig, Marlon Boess, Markus Freistätter, Valerie Huber, Antonia Moretti               | Um grupo de amigos celebrando sua formatura viram alvos de um assassino mascarado |
| The Party’s Just Beginning                                                   | Karen Gillan                                    | Reino Unido, EUA                                     | Drama                                | Karen Gillan, Lee Pace, Matthew Beard, Paul Higgins, Siobhan Redmond, Jamie Quinn                                       | [ 314 ] |
| Paternal Rites                                                               | Jules Rosskam                                   | EUA                                                  | Documentário                         | | O diretor apresenta uma séria de entrevistas e conversas depois de anos tentando se curar das ações de seu avô abusivo                                                                                |
| The Perfection                                                               | Richard Shepard                                 | EUA                                                  | Suspense, Terror                     | Allison Williams, Logan Browning, Steven Weber, Alaina Huffman, Glynis Davies, Molly Grace                              | Uma violoncelista prodígio conhece a nova aluna estrela de seu antigo conservatório e este encontro leva as duas em uma jornada sinistra                                                              |
| Permanent Green Light                                                        | Dennis Cooper, Zac Farley                       | França                                               | Drama                                | Benjamin Sulpice, Théo Cholbi, Julien Fayeulle, Sylvain Delcoitre, Milo Riquart, O.B. De Alessi                         | Um adolescente revela aos seus amigos que quer se explodir, não em uma ação de terrorismo, mas sim pelo espetáculo                                                                                    |
| Phaidros                                                                     | Mara Mattuschka                                 | Áustria                                              | Drama                                | Julian Sharp, Alexander E. Fennon, Nicola Filippelli, May Teodosio, Tamara Mascara                                      | Baseado no diálogo homônimo de Platão, ambientado na cultura queer de Viena |
| Pimp                                                                         | Christine Crokos                                | EUA                                                  | Drama, Crime, Romance                | Keke Palmer, Haley Ramm, Patricia Pinto, Edi Gathegi, Aunjanue Ellis, Vanessa Morgan                                    | Uma cafetina procura por sua mãe prostituta e sua namorada após a morte do pai |
| Pink Feathers                                                                | Joseph Dewey                                    | Reino Unido                                          | Documentário                         | Richard Rhodes, Corvette, Gusty Winds                                                                                   | Segue os altos e baixos da carreira da drag queen Cookie MonStar |
| Pixelia                                                                      | Ratheesh Ravindran                              | Índia                                                | Drama                                | Sanal Aman, Gowri Savithri, Vijay Menon                                                                                 | Um motorista de Uber escrevendo uma graphic novel tem sua vida mudada por uma passageira trans |
| Plaire, aimer et courir vite                                                 | Christophe Honoré                               | França                                               | Romance, Drama                       | Vincent Lacoste, Pierre Deladonchamps, Denis Podalydès                                                                  | Um escritor que é pai solteiro conhece um jovem aspirante a cineasta em uma viajam de trabalho |
| Poet: An Intimate Discussion with Wade Radford                               | Jason Impey                                     | Reino Unido                                          | Documentário                         | Wade Radford, Honey Bane, Jason Impey, Scott Colbert, Thomas Lee Bottom                                                 | Também conhecido como Confessions of a Gay Poet Sobre o poeta e cineasta underground Wade Radford |
| Polyland                                                                     | Daša Raimanova                                  | Polônia                                              | Documentário                         | | Três mulheres de diferentes minorias falam com é ser negra, muçulmana, ou queer em uma Europa cada vez mais de direita                                                                                |
| Poor Jane                                                                    | Katie Orr                                       | EUA                                                  | Drama                                | Brandy Burre, Robert Longstreet, Mike Lutz, Dave Willis, Javon Johnson, Cassady McClincy                                | A vida de uma dona de casa fica em pedaços quando ela subitamente para de amar o marido |
| Um Pequeno Favor                                                             | Paul Feig                                       | EUA                                                  | Suspense, Mistério                   | Anna Kendrick, Blake Lively, Henry Golding, Andrew Rannells                                                             | |
| Portraits of the Rainbow                                                     | Ayumi Nakagawa                                  | Japão                                                | Documentário                         | Leslie Kee, Asuka, Michika, Yoji Inoue, Hiromi Sasaki                                                                   | Focado no projeto Out in Japan, onde a fotógrafa Leslie Kee fez mais de mil retratos de japoneses LGBT                                                                                                |
| Posledice                                                                    | Darko Štante                                    | Eslovênia, Áustria                                   | Drama                                | Matej Zemljič, Timon Šturbej, Gašper Markun                                                                             | Sobre um grupo de garotos em um centro de detenção juvenil, é o primeiro filme de temática LGBT esloveno                                                                                              |
| Postcards from London                                                        | Steve Mclean                                    | Reino Unido                                          | Drama                                | Harris Dickinson, Richard Durden, Jonah Hauer-King, Alessandro Cimadmore, Leonardo Salerni, Raphael Desprez             | Um jovem dos subúrbios de Londres se muda para o Soho e se junta a um grupo de acompanhantes de luxo                                                                                                  |
| Prisoner of Society                                                          | Rati Tsiteladze                                 | Geórgia                                              | Documentário, Curta                  | Adelina (mulher transgênero)                                                                                            | 16 minutos de duração |
| Puoi baciare lo sposo                                                        | Alessandro Genovesi                             | Itália                                               | Comédia, Drama                       | Diego Abatantuono, Monica Guerritore, Cristiano Caccamo, Salvatore Esposito, Dino Abbrescia, Diana Del Bufalo           | Um pai supostamente tolerante revela que não é tão liberal quando seu filho anuncia que está noivo de outro homem                                                                                     |
| O Que Resta                                                                  | Fernanda Teixeira                               | Brasil                                               | Drama                                | Higor Campagnaro, Renata Guida, Guilherme Dellorto, Bruna Linzmeyer, Gustavo Novaes                                     | Querendo fugir da sociedade, dois amigos partem para a casa de um terceiro procurando refúgio emocional                                                                                               |
| Queen of Rio                                                                 | Ulli Lommel                                     | EUA                                                  | Comédia                              | Christian Behm, Tatjana Lommel, Nola Roeper, Mikael Schallock, Peter Kondra                                             | Um homem gay rico e mimado e seus amigos são forçados a deixar seu resort de luxo no Rio e se mudar para uma favela                                                                                   |
| The Queens                                                                   | Mark Saxenmeyer                                 | EUA                                                  | Documentário                         | | Mostra a jornadas de competidoras passadas e presentes do concurso de beleza drag Miss Continental |
| Queer Movie Beautiful                                                        | Inkyu Baek                                      | Coreia do Sul                                        | Romance, Drama                       | Kim Hyeon-mok, Chanho Choi, Dohwan Na                                                                                   | Um garoto gay com problemas com sua aparência usa as fotos de um amigo em um site de namoro |
| Rädda våra liv                                                               | Camilla Gisslow                                 | Suécia                                               | Documentário                         | | Segue três famílias que apoiam seus filhos trans |
| Rafiki                                                                       | Wanuri Kahiu                                    | Quênia                                               | Drama                                | Charlie Karumi, Samantha Mugatsia, Sheila Munyiva                                                                       | Segue o romance entre duas mulheres em meio a pressões familiares e políticas |
| The Rainbow Bridge Motel                                                     | Scott Rubin                                     | EUA                                                  | Comédia                              | Wilson Jermaine Heredia, Diane Gaidry, Josie DiVincenzo, Mel Gorham, Ruthie Alcaide, Scott Rubin                        | Passando sua lua de mel nas Cataratas do Niágara, um casal gay descobre que se hospedaram em um hotel lotado entre duas fábricas de produtos químicos                                                 |
| Rainbow’s Sunset                                                             | Joel Lamangan                                   | Filipinas                                            | Comédia                              | Eddie Garcia, Tirso Cruz III, Aiko Melendez, Sunshine Dizon, Gloria Romero, Tony Mabesa                                 | Um político idoso aposentado choca sua família com sue decisão de se mudar com seu amigo de infância gay para cuidar dele                                                                             |
| The Ranger                                                                   | Jenn Wexler                                     | EUA                                                  | Terror                               | Chloë Levine, Jeremy Holm, Amanda Grace Benitez, Bubba Weiler, Granit Lahu, Jeremy Pope                                 | Adolescentes punks são perseguidos por um guarda florestal assassino |
| Raoul’s Boys of Budapest                                                     | Malga Kubiak                                    | Suécia                                               | Drama, Guerra                        | Frequency Alcyone, Jorgen Andersson, Mariusz Mateusz Andrzej                                                            | [ 340 ] |
| Reach                                                                        | Leif Rokesh                                     | EUA                                                  | Drama                                | Joey Bragg, Corbin Bernsen, Garrett Clayton, Rio Mangini, BoJesse Christopher, Concetta Tomei                           | Um adolescente desajeitado planeja cometer suicídio, mas seus planos são frustrados por uma nova amizade                                                                                              |
| Regreso a Coronel Vallejos: La traición de Manuel Puig                       | Carlos Castro                                   | Argentina                                            | Documentário                         | Patricia Bergero | Uma cadeirante dona de um passado doloroso e enigmático tenta reconciliar o escritor Manuel Puig com seu vilarejo natal                                                                               |
| Remember Isobel                                                              | Sarah Barbulesco                                | EUA                                                  | Drama                                | Mia Altieri, Elise Marie Hodge, Scarlet O'Connor, Cohl Kenneth Love, Tim Church, Don Most                               | Uma mulher com uma esposa e dois filhos tem que lidar com Alzheimer de sua mãe |
| Rencor tatuado                                                               | Julián Hernández                                | México                                               | Comédia, Suspense, Ação              | Diana Lein, Irving Peña, César Romero Medrano, Cesar Ramos, Mónica Del Carmen, Giovanna Zacarías                        | trad. A Vingadora Na Cidade do México dos anos 90, uma heroína vinga mulheres violentadas |
| Rendezvous in Chicago                                                        | Michael Glover Smith                            | EUA                                                  | Comédia, Romance                     | Dave McNulty, Clare Cooney, Haydée Politoff, Maggie Scrantom, Shane Simmons, Kevin Wehby                                | Três vinhetas ambientadas em Chicago correspondentes aos estágios inicial, intermediário e final de um relacionamento                                                                                 |
| The Rest I Make Up                                                           | Michelle Memran                                 | EUA                                                  | Documentário                         | John Guare, Eduardo Machado, Paula Vogel                                                                                | Um dramaturga com Alzheimer encontra inspiração em outra mulher |
| Revelo                                                                       | Aidan Jara                                      | Espanha, Alemanha                                    | Documentário                         | | Um pessoa trans reconsidera os gêneros binários em uma viagem de Berlim até a Espanha |
| The Rib (肋骨)                                                               | Zhang Wei                                       | China                                                | Drama                                | Hao Meng, Deng Gao, Yuan Weijie, Jingyi Huang                                                                           | Uma designer trans de 32 anos precisa da aprovação de seu pai conservador para sua cirurgia de redesignação sexual                                                                                    |
| Riot                                                                         | Jeffrey Walker                                  | Austrália                                            | Drama, Romance                       | Damon Herriman, Kate Box, Xavier Samuel, Jessica De Gouw, Josh Quong Tart, Fern Sutherland                              | trad. Pelo Direito de Ser Feliz O nascimento do movimento de libertação LGBT australiano nos anos 70                                                                                                  |
| Rituals of Change: The Film                                                  | Emma Frankland                                  | Reino Unido                                          | Documentário                         | Emma Frankland | Uma série de rituais criados para explorar a transição de gênero e noção fluida da mudança |
| The Road to Edmond                                                           | David Trotter                                   | EUA                                                  | Comédia                              | Nathanael Welch, Tripp Fuller, Ellen Baker, Patrick Daskol, Louis C. Baker, Alexia George                               | Um pastor dos subúrbios tem sua carreira ameaçada quando ele apoia um jovem que sai do armário |
| Rogéria, Senhor Astolfo Barroso Pinto                                        | Pedro Gui                                       | Brasil                                               | Documentário, Drama                  | Bibi Ferreira, Nany People, Jô Soares                                                                                   | [ 352 ] |
| Román                                                                        | Majo Staffolani                                 | Argentina                                            | Drama                                | Carlo Argento, Gastón Cocchiarale, Gabriela Izcovich, Lara Crespo, Sebastián Villacorta, Juan Carlos Ricci              | Um agente imobiliário com uma vida quieta descobre sua sexualidade quando começa a se sentir atraído por um homem 20 anos mais jovem                                                                  |
| Roobha                                                                       | Lenin M. Sivam                                  | Canadá                                               | Drama                                | Jesuthasan Antonythasan, Amrit Sandhu, Thenuka Kantharajah, Sornalingam Vairamuthu                                      | Uma jovem dançarina trans se apaixona por uma homem de família bem mais velho |
| Rukus                                                                        | Brett Hanover                                   | EUA                                                  | Documentário, Drama                  | Brett Hanover, Khyber Kitsune, Alanna Stewart, Bianca Phillips, Stan Polson, Rukus                                      | Docudrama sobre amadurecimento queer ambientado em convenções furry, casas punk do sul, e mundos virtuais                                                                                             |
| Ruminations                                                                  | Robert James                                    | EUA                                                  | Documentário                         | Steven Palmer, Joe E. Jeffreys, Rumi Missabu, Donna Personna, Bill Bowers, Eric Schum                                   | Sobre Rumi Missabu, co-fundador do famoso grupo drag das Cockettes |
| Le sacre de l'été                                                            | Briac Ragot                                     | França                                               | Drama                                | Adrien Stoclet, Jeff Decaux, Charles Gebenholtz                                                                         | A relação entre um jovem dançarino parisiense e seu instrutor pode ajudá-lo a assumir sua homossexualidade                                                                                            |
| Saimon & Tada Takashi (サイモン＆タダタカシ)                                 | Manabu Oda                                      | Japão                                                | Romance, Drama                       | Itsuki Sakamoto, Kenta Suga, Yuki Mamiya, Kai Inowaki, Hinako Tanaka, Keisuke Yamamoto                                  | Dois amigos sabem que irão se separar depois da formatura do ensino médio |
| Salam Pakistan                                                               | Hassan Zee                                      | Paquistão                                            | Comédia, Romance, Mistério           | Naghma, Ali Raza, Meerab Khan, Mirza Shabbir, Saeed Parwana, Sumera Khan                                                | Um jovem paquistanês-americano chega na cidade ancestral de sua família e descobre as desigualdades de gênero do país                                                                                 |
| Samantha Hudson, una historia de fe, sexo y electro-queer                    | Joan Porcel                                     | Espanha                                              | Documentário                         | Samantha Hudson | Sobre um músico eletrônico queer religioso ícone no Instagram |
| San Diego's Gay Bar History                                                  | Paul Detwiler                                   | EUA                                                  | Documentário                         | Marie Cartier | Desde a Segunda Guerra, 135 bares gays operam em San Diego provém santuário para a comunidade LGBT |
| Sauvage                                                                      | Camille Vidal-Naquet                            | França                                               | Drama                                | Félix Maritaud, Eric Bernard, Nicolas Dibla, Philippe Ohrel                                                             | trad. Selvagem Um jovem prostituto anseia por amor e procura refúgio nas drogas |
| Sauvages                                                                     | Dennis Berry                                    | França, Portugal                                     | Drama, Romance                       | Nadia Tereszkiewicz, Catarina Wallenstein, Hugo Fernandes, João Nunes Monteiro                                          | Saindo da prisão, uma mulher procura a jovem artista neo-punk que ela admira |
| Say Yes                                                                      | Stewart Wade                                    | EUA                                                  | Drama                                | Leah McKendrick, Patrick Zeller, Matt Pascua, Shari Belafonte, Stefanie Estes                                           | Uma jovem diagnosticada com câncer tenta juntar o marido, que está prestes a ser viúvo, com seu irmão gêmeo bissexual                                                                                 |
| Das schweigende Klassenzimmer                                                | Lars Kraume                                     | Alemanha                                             | Drama                                | Leonard Scheicher, Tom Gramenz, Lena Klenke, Isaiah Michaelski, Jonas Dassler, Nora Labisch                             | Em 1956 na Alemanha Oriental, um grupo de alunos decide mostrar solidariedade com as vítimas da revolução húngara com dois minutos de silêncio                                                        |
| Sea Opening (シー・オープニング)                                             | Hiroshi Horiuchi                                | Japão                                                | Drama                                | Kôta Fudauchi, Masataka Ishizaki, Tamotsu Kanshûji                                                                      | Após o desaparecimento de um ator de teatro, seu admirador vai procurá-lo em Okinawa |
| Seaside                                                                      | Sam Zalutsky                                    | EUA                                                  | Suspense, Drama                      | Ariana DeBose, Matt Shingledecker, Steffanie Leigh, Sharon Washington, Jana Lee Hamblin                                 | Uma mulher se muda com o namorado quando este herda uma casa na praia, mas descobre que ele tem um passado misterioso                                                                                 |
| Secret Music                                                                 | Daniel Beliavsky                                | EUA                                                  | Documentário                         | David Del Tredici, Daniel Beliavsky                                                                                     | Um retrato do compositor gay americano David Del Tredici |
| O Segredo de Davi                                                            | Diego Freitas                                   | Brasil                                               | Mistério, Crime                      | Nicolas Prattes, Guilherme Rodio, Giselle Prattes, Bianca Muller, Eucir de Souza, João Côrtes                           | Um jovem estudante de cinema esconde um passado sombrio e se transforma em um assassino em série |
| Self-Portrait in 23 Rounds: a Chapter in David Wojnarowicz’s Life, 1989–1991 | Marion Scemama                                  | França                                               | Documentário                         | David Wojnarowicz | Sobre a vida de David Wojnarowicz, influente artista e forte ativista dos anos 1980 |
| Ser Familia                                                                  | Teresa Previdi                                  | Porto Rico                                           | Documentário                         | Mili Vélez, Angie Acosta                                                                                                | Duas mulheres tem suas vidas privadas expostas em sua luta para conseguir a custódia de sua filha |
| Sex & Hip Hop                                                                | Nicole "DJ Doseville" Lee                       | EUA                                                  | Documentário                         | Khaos Da Rapper, Bae G, Dirty Redd                                                                                      | Sobre lésbicas masculinas tentando fazer um impacto em uma indústria musical super-sexualizada dominada por homens                                                                                    |
| Shadows on the Road                                                          | Noam Kroll                                      | EUA                                                  | Drama, Mistério                      | Flavia Watson, Morgan Makana, Patrick Andersen, Josh Pafchek, Joe Coffey, Drew Hale                                     | Depois de um episódio violento, duas jovens saem em fuga |
| Shakedown                                                                    | Leilah Weinraub                                 | EUA                                                  | Documentário                         | Egypt, Jazmyne, Junior, Mahogany, Ronnie-Ron, Slow-Wine, Keyonna Taylor                                                 | Sobre a boate de strippers lésbica afro-americana homônima |
| Shei xian ai shang ta de (誰先愛上他的)                                      | Mag Hsu, Chih-yen Hsu                           | Taiwan                                               | Drama, Comédia, Romance              | Hsieh Ying Shiuan, Qiu Ze, Joseph Huang, Spark Chen, Ai-Lun Kao, Fang Wan                                               | trad. Querido Ex Também conhecido como Dear Ex Uma mulher descobre que seu falecido ex-marido deixou o dinheiro do seguro para um homem, e as coisas pioram quando seu filho decide ir morar com este |
| Shéhérazade                                                                  | Jean-Bernard Marlin                             | França                                               | Drama                                | Dylan Robert, Kenza Fortas, Idir Azougli, Lisa Amedjout, Sofia Bent, Nabila Bounab                                      | Um adolescente é solto da prisão e conhece uma jovem prostituta |
| The Shepherds (牧者)                                                         | Elvis Lu                                        | Taiwan, Hong Kong, Indonésia                         | Documentário                         | | Em 1996, uma pastora heterossexual fundou a primeira igreja pró-LGBT de Taiwan |
| Sidney & Friends                                                             | Tristan Aitchison                               | Reino Unido                                          | Documentário                         | Michael Daviot, Awuor Onyango, Charles Ouda                                                                             | Sobre a comunidade intersexo e trans do Quênia |
| The Silk and the Flame                                                       | Jordan Schiele                                  | EUA                                                  | Documentário                         | Yao Shuo, Muqin, Fuqin, Liu Zi Rui                                                                                      | trad. A Seda e o Fogo O último desejo do pai de um homem gay é que ele se case e continue a linhagem da família                                                                                       |
| Simple Wedding                                                               | Sara Zandieh                                    | EUA                                                  | Comédia                              | Tara Grammy, Christopher O'Shea, Shohreh Aghdashloo, Rita Wilson, Maz Jobrani, James Eckhouse                           | Pressionada por seus pais iranianos para encontrar um marido, uma mulher conhece um artista bissexual                                                                                                 |
| Skate Kitchen                                                                | Crystal Moselle                                 | EUA                                                  | Drama                                | Rachelle Vinberg, Elizabeth Rodriguez, Dede Lovelace, Nina Moran, Moonbear, Ajani Russell                               | A vida de uma adolescente suburbana muda quando ela faz amizade com um grupo de meninas skatistas |
| The Skin of the Teeth                                                        | Matthew Wollin                                  | EUA                                                  | Suspense, Drama                      | Pascal Arquimedes, Donal Brophy, Tom Rizzuto, Chuja Seo, David Cruz, Kathryn Shasha                                     | Um encontro entre dois homens se transforma em algo sinistro quando um deles toma uma pílula misteriosa                                                                                               |
| Smågodis, katter och lite våld                                               | Ester Martin Bergsmark                          | Suécia                                               | Drama                                | John Alexander Eriksson, Nkosazane Alegra Rosa Söderquist Hlongwa, Eva Johansson                                        | [ 382 ] |
| Snapshots                                                                    | Melanie Mayron                                  | EUA                                                  | Drama                                | Piper Laurie, Brooke Adams, Emily Baldoni, Brett Dier, Max Adler, Shannon Collis                                        | O passado secreto de uma avó colide com o futuro secreto de sua neta |
| Snowflake                                                                    | Jack Tracy                                      | EUA                                                  | Drama                                | J.J. Bozeman, Michael Warren Anderson, Jack Tracy, Sarah Denison, Claire Kennedy                                        | [ 384 ] |
| Sócrates                                                                     | Alex Moratto                                    | Brasil                                               | Drama                                | Christian Malheiros, Tales Ordakji, Caio Martinez Pacheco                                                               | |
| Sol Alegria                                                                  | Tavinho Teixeira                                | Brasil                                               | Comédia                              | Mariah Teixeira, Joana Medeiros, Mauro Soares, Tavinho Teixeira, Everaldo Pontes, Ney Matogrosso                        | Em meio ao domínio da junta militar, uma excêntrica família percorre o interior do país para entregar armas a um grupo de freiras militantes                                                          |
| Solace                                                                       | Tchaiko Omawale                                 | EUA                                                  | Drama                                | Hope Olaide Wilson, Chelsea Tavares, Lynn Whitfield, Luke Rampersad, Glynn Turman, Ralph Cole Jr.                       | Uma adolescente recém órfã vai morar com parentes distantes e se apaixona pela vizinha rebelde |
| Somos tr3s                                                                   | Marcelo Briem Stamm                             | Argentina                                            | Drama                                | Charly Etchévers, Flor Dragonetti, Juan Manuel Martino                                                                  | O relacionamento entre um contador, uma mulher recém divorciada, e um bartender |
| Song Lang                                                                    | Leon Le                                         | Vietnã                                               | Drama                                | Lien Binh Phat, Isaac, Kieu Trinh, Thanh Tu, Minh Phuong, Bao Chau Nguyen                                               | Na Saigon dos anos 80, é despertado um interesse entre um jovem cantor de ópera e um cobrador de dívidas                                                                                              |
| Southern Pride                                                               | Malcolm Ingram                                  | EUA                                                  | Documentáro                          | Lynn Koval, Shawn Perryon Sr.                                                                                           | Pessoas de duas cidades do Mississippi organizam eventos de orgulho LGBT e negro |
| Spider Mites of Jesus: The Dirtwoman Documentary                             | Jerry Williams                                  | EUA                                                  | Documentário, Biográfico             | Donnie Corker | Sobre Dirtwoman, uma drag queen de 158 kg ex-prostituta analfabeta com meningite que virou ícone em sua cidade natal                                                                                  |
| Splinters                                                                    | Thom Fitzgerald                                 | Canadá                                               | Drama                                | Sofia Banzhaf, Shelley Thompson, Callum Dunphy, Mary-Colin Chisholm                                                     | A relação entre uma mulher e sua mãe sofre depois que ela se assume como lésbica, mas quando ela percebe que na verdade é bissexual terá que sair do armário novamente                                |
| Squirrels                                                                    | Todd Verow                                      | EUA                                                  | Comédia                              | Robbie Gottlieb, Dino Petrera, Catiriana Reyes, James Kleinmann, Chris Rehmann, Mike McGuire                            | Uma cantora de ópera trans, um artista de performance do oriente médio, e um cineasta gay vivem juntos em Nova Iorque                                                                                 |
| Stille Storm                                                                 | Guido Coppis                                    | Países Baixos                                        | Drama                                | Ben Peeters, Catalijn Willemsen, Maarten Brorens, Koen Dobbelaer, Martin Vis, Susannah Elmecky                          | [ 393 ] |
| Die Stropers                                                                 | Etienne Kallos                                  | África do Sul                                        | Drama                                | Alex van Dyk, Brent Vermeulen, Juliana Venter, Morné Visser, Erika Wessels, Benre Labuschachne                          | Também conhecido como The Harvesters A chegada de um jovem órfão em sua família acorda desejos escondidos em um adolescente                                                                           |
| The Story of the Stone (紅樓夢)                                              | Starr Wu                                        | Taiwan                                               | Drama                                | Sky Li, Aric Chen | Baseado no românce O Sonho da Câmara Vermelha de Cao Xueqin, ambientado no mundo gay da Taipé do século XXI                                                                                           |
| Studio 54                                                                    | Matt Tyrnauer                                   | EUA                                                  | Documentário                         | Ian Schrager, Steve Rubell                                                                                              | Sobre a icônica discoteca Studio 54 |
| Suicide Squad: Hell to Pay                                                   | Sam Liu                                         | EUA                                                  | Animação, Ação, Fantasia             | Christian Slater, Billy Brown, Liam McIntyre, Kristin Bauer van Straten, Tara Strong, Vanessa Williams                  | [ 397 ] |
| Superpina: Gostoso é Quando a Gente Faz!                                     | Jean Santos                                     | Brasil                                               | Comédia                              | Dandara de Morais, Iza Do Amparo, Inês Maia, Paulo César Freire, Luiz Manuel, Rubens Santos                             | Uma expansão do curta homônimo de 2017 |
| O Sussurro do Jaguar                                                         | Thais Guisasola, Simon Jaikiriuma Paetau        | Brasil, Colômbia, Alemanha                           | Drama                                | Thais Guisasola, Daniel Martins, Simon Jaikiriuma Paetau                                                                | Após a morte de seu irmão ativista, uma mulher realiza seu último desejo: ter suas cinzas carregadas através da Amazônia                                                                              |
| Svona Fólk (1970-1985)                                                       | Hrafnhildur Gunnarsdóttir                       | Islândia                                             | Documentário                         | | Mostra a luta da comunidade LGBT na Islândia de 1970 até 1985 |
| Tackling Life                                                                | Johannes List                                   | Alemanha                                             | Documentário                         | Colin Comfort, Burkhard Honsek, Jan Möllers, Nico Vasilevski, Adam Wide                                                 | Sobre o primeiro time de rugby gay de Berlim |
| Te lo dico pianissimo                                                        | Pasquale Marrazzo                               | Itália                                               | Comédia                              | Stefano Chiodaroli, Pietro Pignatelli, Corinna Agustoni, Renato Cortesi, Cinzia Marseglia, Daniele Squassina            | Após a morte de sua ex-esposa um homem gay fica com a custódia de seus filhos, e suas irmãs conservadoras tentam mostrar como criá-los                                                                |
| Tehran: City of Love (تهران شهر عشق)                                         | Ali Jaberansari                                 | Irã, Reino Unido, Países Baixos                      | Drama, Comédia                       | Forough Ghajebeglou, Mehdi Saki, Behnaz Jafari, Amir Hessam Bakhtiari                                                   | Segue as desventuras românticas de um ex-fisiculturista, uma recepcionista, e um cantor de funerais em Teerã                                                                                          |
| Tell It to the Bees                                                          | Annabel Jankel                                  | Reino Unido                                          | Drama                                | Anna Paquin, Holliday Grainger, Emun Elliott, Kate Dickie                                                               | Na Escócia rural dos anos 50, uma mulher casada se apaixona pela nova médica da cidade Baseado no romance homônimo de Fiona Shaw                                                                      |
| Terror Nullius                                                               | Dominique Angeloro, Dan Angeloro, Soda_Jerk     | Austrália                                            | Experimental                         | Tony Abbott, Angry Anderson, Tom Burlinson, Stephen Curry, Hannah Gadsby, David Gulpilil                                | [ 405 ] |
| The…                                                                         | Attila, Becky Oben                              | Hungria                                              | Documentário                         | Attila, Tamas Bekessy, Denis Simpson, Brendon Knox, Sara Sabyan, Judit Bekessy                                          | Sobre o abuso que o ator Attila sofreu quando criança e como isso afeta seu dia a dia |
| This One's for the Ladies                                                    | Gene Graham                                     | EUA                                                  | Documentário                         | C-Pudding, Raw Dawg, Sweet Tea, Young Rider                                                                             | Sobre um strip club negro onde trabalham homens e lésbicas |
| Threesomething                                                               | James Morosini                                  | EUA                                                  | Comédia                              | James Morosini, Sam Sonenshine, Isabelle Chester, Dru Mouser, Michael Hudson, Tarik Jackson                             | Dois amigos héteros tentam organizar um menáge com uma mulher |
| Ti-Gars                                                                      | Doris Buttignol                                 | Canadá, França                                       | Documentário                         | Vincent Lamarre | Também conhecido como One of the Guys Sobre Vincent Lamarre, o primeiro soldado trans a começar sua transição de gênero enquanto servia nas Forças Canadenses                                         |
| Tinta Bruta                                                                  | Marcio Reolon, Filipe Matzembacher              | Brasil                                               | Drama                                | Shico Menegat, Bruno Fernandes, Guega Peixoto, Sandra Dani, Frederico Vasques                                           | Um jovem se exibe em um site de video chat gay e começa um relacionamento com um usuário que o imita                                                                                                  |
| Tracey (翠絲)                                                                | Jun Li                                          | Hong Kong                                            | Drama                                | Philip Keung, Kara Wai, Eric Kot, River Huang, Ben Yuen, Jennifer Yu                                                    | Um homem casado de meia idade tem seu passado revelado após a morte de um amigo de escola |
| TransGeek                                                                    | Kevin McCarthy, Sayer Johnson                   | Suécia, EUA, Reino Unido                             | Documentário                         | | Explora as interseções entre a cultura geek e a comunidade trans |
| Travelling Alone                                                             | François Zabaleta                               | França                                               | Documentário, Drama                  | François Zabaleta | Docudrama que explora a libido e sexualidade masculina |
| The Trigger                                                                  | Christopher Bradley                             | EUA                                                  | Drama                                | Slade Pearce, Julia Anne Severance, Daniel Kapinga, Joe Ricci, Robyne Richards, Michael Hanelin                         | Um jovem prostituto é solto da cadeia após denunciar seu traficante e tenta reconstruir sua vida |
| Troisièmes Noces                                                             | David Lambert                                   | Bélgica, Luxemburgo, Canadá                          | Comédia, Drama                       | Jean-Luc Couchard, Nele Hardiman, Virginie Hocq, Eric Kabongo, Bouli Lanners                                            | Um viúvo gay de 50 anos se casa com uma jovem congolêsa para mantê-la no país e os dois precisam convencer as autoridades                                                                             |
| Tropical Night (열대야)                                                      | Kim Hun                                         | Coreia do Sul                                        | Drama, Romance                       | | Um casal gay de Seul confrontam o prospecto incerto do serviço militar e um segredo relacionado à Coreia do Norte                                                                                     |
| Tucked                                                                       | Jamie Patterson                                 | Reino Unido                                          | Drama, Comédia                       | Derren Nesbitt, Jordan Stephens, April Pearson, Steve Oram, Lucy-Jane Quinlan, Ruben Crow                               | Uma drag queen de 80 anos que tem seis semanas de vida constrói uma amizade com outra bem mais jovem                                                                                                  |
| Turning 18 (未來無恙)                                                        | Ho Chao-ti                                      | Taiwan                                               | Documentário                         | | Duas jovem se conhecem em um programa de treinamento vocacional, mas eventualmente se separam |
| The Two Of Us                                                                | Nick Radford                                    | Austrália                                            | Comédia, Drama                       | Ben Key, Eddy Westcott, Harry Fake                                                                                      | [ 418 ] |
| Two Plains & a Fancy                                                         | Lev Kalman, Whitney Horn                        | EUA                                                  | Comédia                              | Benjamin Crotty, Laetitia Dosch, Marianna McClellan                                                                     | Uma paródia dos faroestes cheios de testosterona |
| Udalaazham (ഉടലാഴം)                                                            | Unnikrishnan Avala                              | Índia                                                | Drama                                | Mani, Ramya Valsala, Anumol, Sajitha Madathil, Joy Mathew, Abu Valayamkulam                                             | Casada com sua amiga por sua tribo durante a infância, uma mulher trans lida com a pobreza, seca, abusos, e vícios em uma sociedade racista                                                           |
| Unboxed                                                                      | Sam Matthews                                    | Austrália                                            | Documentário                         | Brandon Biddle, Teddy Devere, Bailee-Rose Farnham, Jacquie Ingram, Beau James, Stephanie Russell                        | Uma cineasta trans viaja pela Austrália para conhecer artistas de gêneros diversos |
| Unconditional Love                                                           | Rafał Łysak                                     | Polônia                                              | Documentário                         | | Uma idosa e seu neto gay entram em uma jornada em busca de aceitação mútua |
| The Unicorn                                                                  | Isabelle Dupuis, Timothy Geraghty               | EUA                                                  | Documentário                         | Peter Grudzien, Terry Lewis, Jopseh Grudzien                                                                            | Sobre o cantor Peter Grudzien, mente por trás do primeiro álbum de country gay |
| L'unione falla forse                                                         | Fabio Leli                                      | Itália                                               | Documentário                         | | Sentimentos homofóbicos são revitalizados na Itália ao mesmo tempo que é passada uma lei permitindo as uniões civis homoafetivas                                                                      |
| United Skates                                                                | Dyana Winkler, Tina Brown                       | EUA                                                  | Documentário                         | Reggie Brown | A comunidade negra batalha para salvar as pistas de patinação da Costa Leste |
| Unser Kind                                                                   | Nana Neul                                       | Alemanha                                             | Drama                                | Andreas Döhler, Britta Hammelstein, Nicole Johannhanwahr-Balk, Franziska Junge, Ernst Stötzner                          | Após a morte de sua esposa, uma mulher luta contra os pais da falecida e o doador do esperma para manter a custódia de seu filho                                                                      |
| Unstoppable Feat: The Dances of Ed Mock                                      | Brontez Purnell                                 | EUA                                                  | Documentário                         | Marlon M. Bailey, Kelly Dezart Smith, Kenyon Farrow, Joe Goode, Garth Grimball, Jamal Hamilton                          | A vida do coreógrafo experimental gay e negro Ed Mock até sua morte devido à AIDS em 1986 |
| Until Rainbow Dawn (虹色の朝が来るまで)                                      | Mika Imai                                       | Japão                                                | Drama                                | Eri Nagai, Haruka Kobayashi, Ren Kikukawa, Hiro Tamada, Nozomu, Rika Takagi                                             | A história de amor entre duas garotas surdas procurando aceitação |
| Ursinho                                                                      | Stéphane Olijnyk                                | Brasil, França                                       | Drama                                | Wilson Rabelo, Rafael Braga, Digão Ribeiro, Luis Furlanetto                                                             | Um homem que mora com seu pai em uma favela fica obcecado com um michê de Copacabana |
| Vice                                                                         | Adam McKay                                      | EUA                                                  | Biográfico, Comédia, Drama           | Christian Bale, Amy Adams, Steve Carell, Sam Rockwell, Tyler Perry, Alison Pill, Jesse Plemons                          | Sobre o ex-vice-presidente dos EUA Dick Cheney. A filha de Cheney, Liz Cheney, é lésbica |
| Visible: The LGBTQ Caribbean Diaspora                                        | Max-Arthur Mantle                               | EUA, Canadá                                          | Documentário                         | Laith Ashley, Bradford Branch, Karamo Brown, Staceyann Chin                                                             | Segue 30 indivíduos LGBT da diáspora caribenha |
| Vita and Virginia                                                            | Chanya Button                                   | Reino Unido                                          | Drama                                | Gemma Arterton, Elizabeth Debicki, Isabella Rossellini, Rupert Penry-Jones, Peter Ferdinando                            | Sobre o caso amoroso entre Virgínia Woolf e Vita Sackville-West Baseado na peça homônima de Eileen Atkins                                                                                             |
| Vợ ba                                                                        | Ash Mayfair                                     | Vietnã                                               | Drama                                | Nguyễn Phương Trà My, Trần Nữ Yên Khê, Lê Vũ Long, Như Quỳnh, Mai Thu Hường, Lâm Thanh Mỹ                               | trad. A Terceira Esposa Uma jovem se torna a terceira esposa de um homem rico, e acaba se apaixonando pela segunda esposa dele                                                                        |
| Water in a Broken Glass                                                      | Jamelle WIlliams-Thomas                         | EUA                                                  | Drama                                | Billie Krishawn, Wes Hall, Toni Belafonte, Candiace Dillard, Victoria Rowell                                            | Uma artista de sucesso entra em um triângulo romântico com um homem carismático e uma bela mulher |
| Water Makes Us Wet: An Ecosexual Adventure                                   | Beth Stephens, Annie Sprinkle                   | EUA                                                  | Documentário                         | Annie Sprinkle, Beth Stephens                                                                                           | [ 435 ] |
| We Don’t Live Here Anymore                                                   | Tope Oshin-Ogun                                 | Nigéria                                              | Drama                                | Omotunde Adebowale David, Osas Ighodaro, Temidayo Akinboro, Abiodun Aleja, Funlola Aofiyebi                             | Um escândalo explode em uma escola quando dois adolescentes são pegos juntos |
| We Exist: Beyond the Binary                                                  | Andrew Seger                                    | EUA                                                  | Documentário                         | Lauren Lubin, Tyler Ford, Philip Lubin, Charles Garramone, Anthony P. Vavasis                                           | Sobre a exclusão, discriminação, e invalidação sofrida por pessoas não-binárias |
| We the Animals                                                               | Jerimiah Zagar                                  | EUA                                                  | Drama                                | Evan Rosado, Raúl Castillo, Sheila Vand                                                                                 | Baseado no romance homônimo de Justin Torres |
| The Wedding                                                                  | Sam Abbas                                       | Egito, Reino Unido, EUA                              | Drama, Romance                       | Nikohl Boosheri, Sam Abbas, Harry Aspinwall, James Penfold, Hend Ayoub                                                  | Um jovem muçulmano prestes a se casar com uma mulher se envolve com um artista |
| The Well-Placed Weed: The Bountiful Life of Ryan Gainey                      | Steve Bransford, Cooper Sanchez                 | EUA                                                  | Documentário                         | Ryan Gainey | Sobre o lendário jardineiro e paisagista sulista Ryan Gainey |
| What Keeps You Alive                                                         | Colin Minihan                                   | Canadá                                               | Suspense                             | Hannah Emily Anderson, Brittany Allen, Martha MacIsaac                                                                  | Uma mulher luta para sobreviver depois que percebe as intenções assassinas de sua esposa |
| When the Beat Drops                                                          | Jamal Sims                                      | EUA                                                  | Documentário                         | Anthony Davis | Sobre o bucking, uma subcultura de dança queer criado por homens negros gays de Atlanta |
| Where Justice Ends                                                           | Edward Norris                                   | EUA                                                  | Documentário                         | Ashley Diamond, Dee Deidre Farmer, Jamison Green, Major Griffin-Gracy, Brian Stokes Mitchell                            | Sobre a interseção entre as más condições de presidiários nos EUA e a injustiça enfrentada por pessoas trans no sistema judiciário                                                                    |
| The White Crow                                                               | Ralph Fiennes                                   | Reino Unido, França                                  | Biográfico, Drama                    | Oleg Ivenko, Adèle Exarchopoulos, Chulpan Khamatova, Ralph Fiennes, Alexey Morozov, Raphaël Personnaz                   | trad. O Corvo Branco A vida e carreira do bailarino russo Rudolf Nureyev |
| Whitney                                                                      | Kevin Macdonald                                 | EUA, Reino Unido                                     | Documentário                         | Whitney Houston, Bobby Brown, Bobbi Kristina Brown, Cissy Houston, Gary Houston                                         | Sobre a cantora norte-americana Whitney Houston |
| Wild Honey Pie!                                                              | Jamie Adams                                     | Reino Unido                                          | Comédia, Drama                       | Jemima Kirke, Alice Lowe, Sarah Solemani, Brett Goldstein, Joanna Scanlan, Richard Elis                                 | [ 444 ] |
| Wild Nights with Emily                                                       | Madeleine Olnek                                 | EUA                                                  | Comédia, Histórico                   | Molly Shannon, Amy Seimetz, Susan Ziegler, Brett Gelman, Jackie Monahan, Kevin Seal                                     | trad. Loucas Noites com Emily Explora a vida da poeta americana Emily Dickinson e seu romance com outra mulher                                                                                        |
| Wir haben nur gespielt                                                       | Ann-Kristin Reyels                              | Alemanha                                             | Drama                                | Silke Bodenbender, Godehard Giese, Finn-Henry Reyels, Roman Bkhavnani, Alexandru Cirneala                               | Dois meninos, um alemão e um ucraniano, se conhecem na fronteira |
| With A Kiss I Die                                                            | Ronnie Khalil                                   | EUA                                                  | Fantasia, Romance                    | Ella Kweku, Paige Emerson, Ioannis Papazisis, George Kavgalakis, Devin Mills                                            | Ao invés de morrer, Julieta é transformada em uma vampira e passa séculos sozinha até que uma jovem que captura seu coração                                                                           |
| A Woman Is a Woman (女人就是女人)                                            | Maisy Goosy Suen                                | Hong Kong                                            | Drama                                | Amanda Lee, Tomo Kelly, Buber Mak                                                                                       | Segue duas mulheres trans de Hong Kong, uma ainda na escola e outra casada à 10 anos |
| Women and Sometimes Men                                                      | Lesley Demetriades                              | EUA                                                  | Drama                                | Tasha Ames, Lesley Demetriades, James K. Fulater, Abe Goldfarb, Catie Humphreys, Ali Levin                              | [ 449 ] |
| Words                                                                        | A.J. Mattioli                                   | EUA                                                  | Documentário                         | Carmen Carrera, Frank Liotti, Keith Collins, Kurtis Dam-Mikkelsen, Edvin Ortega, Jana Mattioli                          | Explora como as pessoas navegam pelos conceitos de identidade de gênero na mais nova geração de Nova Iorque                                                                                           |
| Yo, imposible                                                                | Patricia Ortega                                 | Venezuela, Colômbia                                  | Drama                                | Belkis Avilladares, Lucía Bedoya, María Elena Duque, Adyane Gonzalez, Santiago Osuna, Virginia Urdaneta                 | Uma jovem descobre que é intersexo e foi submetida à várias cirurgias quando bebê |
| You Should Meet My Son! 2                                                    | Keith Hartman                                   | EUA                                                  | Comédia                              | Emory Duncan, Tyler Richmeier, Ryann Robbins, Nerissa Tedesco, Robin S. Roth, Jorge Emanuel Berrios                     | Continuação do filme de 2010, onde uma mãe religiosa tenta cancelar o casamento do filho gay gay mas acaba fazendo amizade com o outro noivo                                                          |
| Yu xin he ren (魚心河忍)                                                     | Bowen Lu                                        | China                                                | Romance                              | Jing Cheng Han, Yue Chen Meng, Jia Jian Zhen                                                                            | Dois adolescentes aspirantes à músicos se conhecem e se apaixonam na jornada até um concurso |
| Yun dong xue gai lun (运动学概论)                                            | Fangyi Xu                                       | China                                                | Romance                              | Lee-Fong Huang, John Wu                                                                                                 | Um gênio da matemática e um nadador talentoso se conhecem na universidade |
| Zen sul ghiaccio sottile                                                     | Margherita Ferri                                | Itália                                               | Drama                                | Susanna Acchiardi, Eleonora Conti, Edoardo Lomazzi, Fabrizia Sacchi                                                     | Uma tomboy adolescente se abre pela primeira vez para a namorada do capitão de seu time de hóquei, que se esconde em sua casa                                                                         |
| Zwischen Sommer und Herbst                                                   | Daniel Manns                                    | Alemanha                                             | Drama                                | Linn Reusse, Isabel Thierauch, Hannes Sell, Thomas Wolff, Eric Frantzen, Daniel Steiner                                 | Uma adolescente se apaixona pela nova namorada de seu irmão mais velho |